# Formel 1-VM 2014

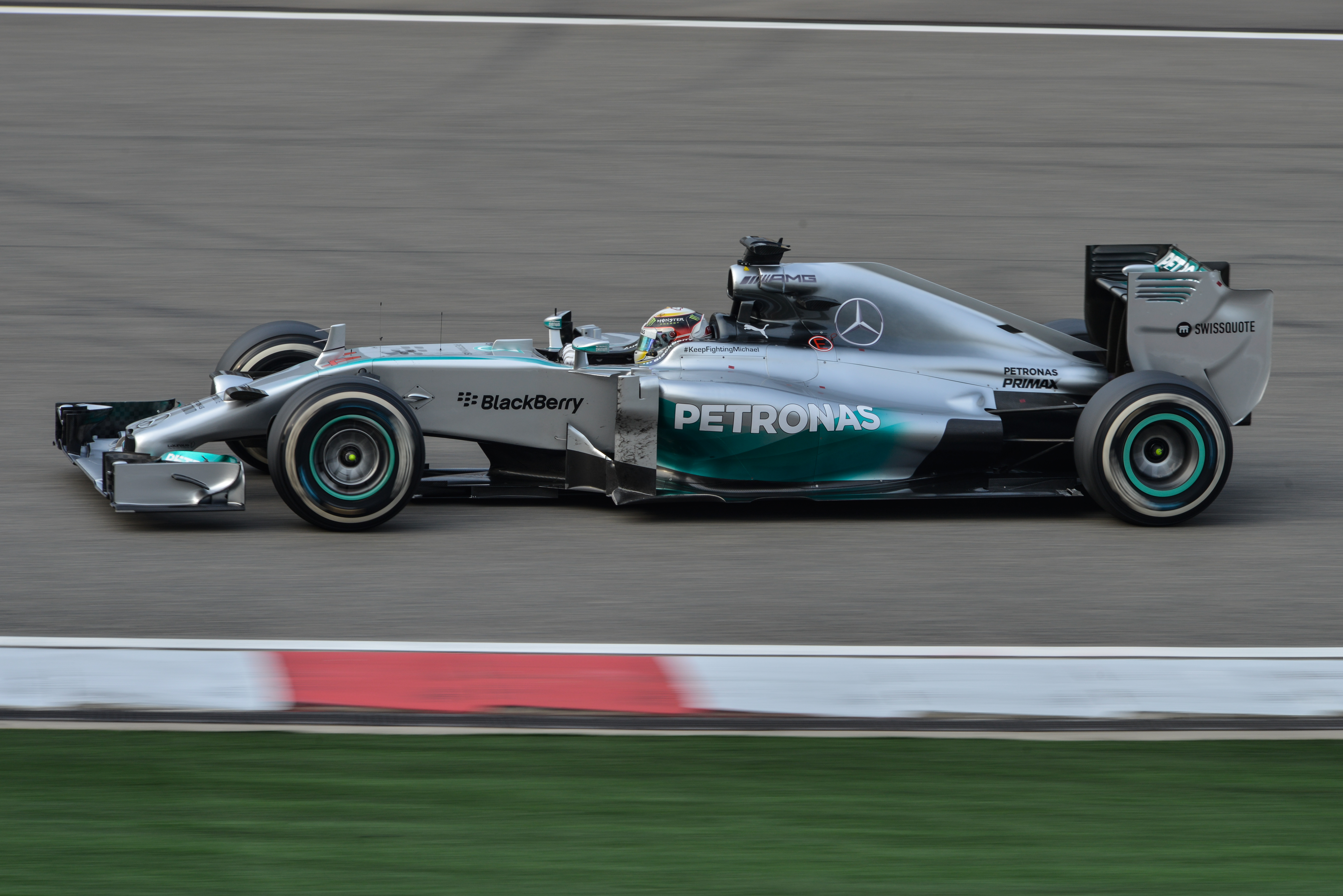
Mercedes vann konstruktörsmästerskapet.

Formel 1-VM 2014 var den 65:e säsongen av FIA Formula One World Championship. Säsongen startade i Australien den 16 mars och avslutades i Abu Dhabi den 23 november.
Till 2014 års säsong infördes en ny 1,6-liters V6-turbomotor med energiåtervinningssystem som ersatte den gamla 2,4-liters V8-motorn som användes mellan 2006 och 2013. 2014 års kalender innehöll några förändringar jämfört med året innan; Rysslands- och Österrikes Grand Prix tillkom och Indiens- och Koreas Grand Prix upphörde.
Sebastian Vettel startade säsongen som regerande världsmästare, efter att ha säkrat sin fjärde raka titel under Indiens Grand Prix 2013. Stallet han körde för, Red Bull Racing, startade säsongen som regerande konstruktörsmästare, som också vann sitt fjärde raka mästerskap.
Mercedes-föraren Lewis Hamilton vann förarmästerskapet med 384 poäng och elva segrar, före stallkamraten Nico Rosberg, som vann FIA Pole Trophy, och Red Bulls Daniel Ricciardo. Mercedes vann konstruktörsmästerskapet med 701 poäng, 296 poäng före Red Bull Racing.

## Stall och förare
| Nat.           | Stall                         | Konstruktör          | Chassi        | Motor                  | Däck | Nr         | Nat.                                        | Förare                                                      | Race                       | Nr    | Nat.                                | Fredagsförare                                    |
| -------------- | ----------------------------- | -------------------- | ------------- | ---------------------- | ---- | ---------- | ------------------------------------------- | ----------------------------------------------------------- | -------------------------- | ----- | ----------------------------------- | ------------------------------------------------ |
| Österrike      | Infiniti Red Bull Racing      | Red Bull-Renault     | RB10          | Renault Energy F1-2014 | P    | 1 3        | Tyskland · Australien                       | Sebastian Vettel Daniel Ricciardo                           | Alla Alla                  | i.u.  | i.u.                                | i.u.                                             |
| Tyskland       | Mercedes AMG Petronas F1 Team | Mercedes             | F1 W05 Hybrid | Mercedes PU106A Hybrid | P    | 6 44       | Tyskland · Storbritannien                   | Nico Rosberg Lewis Hamilton                                 | Alla Alla                  | i.u.  | i.u.                                | i.u.                                             |
| Italien        | Scuderia Ferrari              | Ferrari              | F14 T         | Ferrari 059/3          | P    | 7 14       | Finland · Spanien                           | Kimi Räikkönen Fernando Alonso                              | Alla Alla                  | i.u.  | i.u.                                | i.u.                                             |
| Storbritannien | Lotus F1 Team                 | Lotus-Renault        | E22           | Renault Energy F1-2014 | P    | 8 13       | Frankrike · Venezuela                       | Romain Grosjean Pastor Maldonado                            | Alla Alla                  | 30 31 | Frankrike · Frankrike               | Charles Pic Esteban Ocon                         |
| Storbritannien | McLaren Mercedes              | McLaren-Mercedes     | MP4-29        | Mercedes PU106A Hybrid | P    | 20 22      | Danmark · Storbritannien                    | Kevin Magnussen Jenson Button                               | Alla Alla                  | i.u.  | i.u.                                | i.u.                                             |
| Indien         | Sahara Force India F1 Team    | Force India-Mercedes | VJM07         | Mercedes PU106A Hybrid | P    | 11 27      | Mexiko · Tyskland                           | Sergio Pérez Nico Hülkenberg                                | Alla Alla                  | 34    | Spanien                             | Daniel Juncadella                                |
| Schweiz        | Sauber F1 Team                | Sauber-Ferrari       | C33           | Ferrari 059/3          | P    | 21 99      | Mexiko · Tyskland                           | Esteban Gutiérrez Adrian Sutil                              | Alla Alla                  | 36 37 | Nederländerna · Ryssland · Hongkong | Giedo van der Garde Sergej Sirotkin Adderly Fong |
| Italien        | Scuderia Toro Rosso           | Toro Rosso-Renault   | STR9          | Renault Energy F1-2014 | P    | 25 26      | Frankrike · Ryssland                        | Jean-Éric Vergne Daniil Kvyat                               | Alla Alla                  | 38    | Nederländerna                       | Max Verstappen                                   |
| Storbritannien | Williams Martini Racing       | Williams-Mercedes    | FW36          | Mercedes PU106A Hybrid | P    | 19 77      | Brasilien · Finland                         | Felipe Massa Valtteri Bottas                                | Alla Alla                  | 40 41 | Brasilien · Storbritannien          | Felipe Nasr Susie Wolff                          |
| Ryssland       | Marussia F1 Team              | Marussia-Ferrari     | MR03          | Ferrari 059/3          | P    | 4 17       | Storbritannien · Frankrike                  | Max Chilton Jules Bianchi                                   | 1–16 1–15                  | 42    | USA                                 | Alexander Rossi                                  |
| Malaysia       | Caterham F1 Team              | Caterham-Renault     | CT05          | Renault Energy F1-2014 | P    | 9 46 10 45 | Sverige · Storbritannien · Japan · Tyskland | Marcus Ericsson Will Stevens Kamui Kobayashi André Lotterer | 1–16 19 1–11, 13–16, 19 12 | 45 46 | USA · Spanien · Nederländerna       | Alexander Rossi Roberto Merhi Robin Frijns       |
| Källor:        |                               |                      |               |                        |      |            |                                             |                                                             |                            |       |                                     |                                                  |

### Stallförändringar
- Cosworth valde att inte bygga motorer för 2014 års reglemente. Därmed blev Marussia tvungna att söka upp en ny motorleverantör. Ferrari försåg under 2014 stallet med både motor och drivlina.[48]
- Scuderia Toro Rosso bytte motorleverantör, från Ferrari till Renault.[6]
- Williams bytte från Renault till Mercedes som motorleverantör. Stallet beskrev det som en "långsiktig affär".[44]

### Förarförändringar

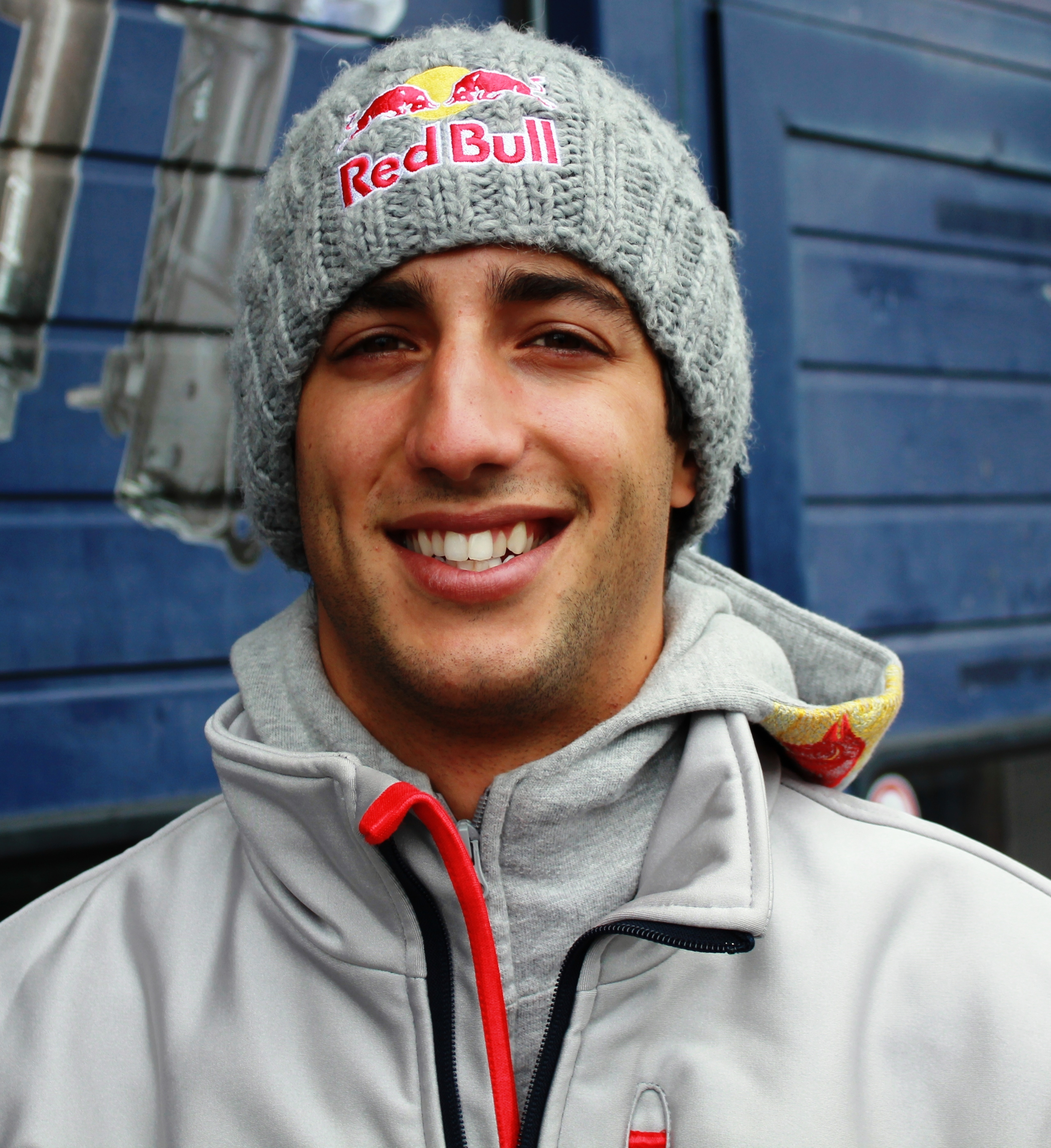
Daniel Ricciardo tog över Mark Webbers plats i Red Bull Racing.

- Kimi Räikkönen återvände till Ferrari, stallet som han vann sin förartitel med 2007.[15] Felipe Massa lämnade därmed Ferrari, efter åtta år hos stallet. Han bytte till Williams,[45] vid sidan av Valtteri Bottas. Pastor Maldonado flyttade till Lotus, och tog därmed platsen efter Kimi Räikkönen.[19]
- Mark Webber slutade köra Formel 1 efter tolv säsonger, de senaste sju med Red Bull Racing. Han bytte serie till FIA World Endurance Championship.[63] Daniel Ricciardo lämnade Scuderia Toro Rosso då han ersatte Mark Webber i Red Bull Racing.[8] Scuderia Toro Rosso valde 2013 års GP3-mästare Daniil Kvyat som Ricciardos ersättare.[40]
- Sergio Pérez lämnade McLaren efter en säsong med stallet. Han ersattes av 2013 års Formel Renault 3.5-mästare, Kevin Magnussen.[25] Pérez gick till Force India,[29] där han fick sällskap av Nico Hülkenberg,[30] som återvände till stallet efter ett år hos Sauber. Som ett resultat av att Hülkenberg och Pérez anlände, förlorade Paul di Resta och Adrian Sutil sina platser hos stallet. Sutil fortsatte i Formel 1 med Sauber,[35] medan di Resta lämnade Formel 1 helt, och återvände till DTM där han tidigare kört.[64]
- Kamui Kobayashi återvände till Formel 1 med Caterham,[54] efter att ha tillbringat 2013 års säsong med att tävla i LMGTE Pro-klassen i FIA World Endurance Championship. Han blev stallkamrat med den före detta GP2-föraren Marcus Ericsson, som blev den första svenska Formel 1-föraren sedan Stefan "Lill-Lövis" Johansson slutade år 1991.[65] Beslutet lämnade både Giedo van der Garde och Charles Pic utan plats. van der Garde anslöt till Sauber som reservförare och Pic anslöt till Lotus, även han som reservförare.[66][67]

### Säsongförändringar
- Veckan före Storbritanniens Grand Prix meddelade Caterhams ägare, Tony Fernandes, att han hade  sålt stallet till ett konsortium bestående av investerare från Schweiz och Mellanöstern. Den före detta F1-föraren Christijan Albers blev stallchef, men ersattes av Manfredi Ravetto efter Italiens Grand Prix. Efter Rysslands Grand Prix uppkom en konflikt mellan Fernandes och de nya ägarna, vilket gjorde att de var tvungna att missa både  USA:s- och Brasiliens Grand Prix för att lösa konflikten. Stallet fick dispens från Bernie Ecclestone att missa båda tävlingarna.[68]
- Den trefaldige Le Mans 24-timmars-vinnaren André Lotterer gjorde F1-debut med Caterham, då han ersatte Kamui Kobayashi under Belgiens Grand Prix.[69]
- Jules Bianchi drabbades av en allvarlig skallskada i en krasch under Japans Grand Prix, vilket tvingade honom att avstå från resten av säsongen.[70] Bianchis stall, Marussia, beslutat att köra med enbart en bil under Rysslands Grand Prix av respekt för fransmannen.[71]
- Precis som Caterham, fick Marussia dispens för att missa både USA:s och Brasiliens Grand Prix för att lösa sina ekonomiska problem.[72] Den 7 november 2014 kom beskedet att stallet beslutat att lägga ner sin verksamhet då de inte hittat några nya ägare.[73]

## Grand Prix-kalender
Följande nitton Grand Prix ingick i Formel 1-VM  2014.

De länderna som formel 1 anordnas i är markerade i grönt.

|    | Grand Prix                 | Bana                                        | Datum        |
| -- | -------------------------- | ------------------------------------------- | ------------ |
| 1  | Australiens Grand Prix     | Melbourne Grand Prix Circuit, Melbourne     | 16 mars      |
| 2  | Malaysias Grand Prix       | Sepang International Circuit, Kuala Lumpur  | 30 mars      |
| 3  | Bahrains Grand Prix        | Bahrain International Circuit, Sakhir       | 6 april      |
| 4  | Kinas Grand Prix           | Shanghai International Circuit, Shanghai    | 20 april     |
| 5  | Spaniens Grand Prix        | Circuit de Catalunya, Barcelona             | 11 maj       |
| 6  | Monacos Grand Prix         | Circuit de Monaco, Monte Carlo              | 25 maj       |
| 7  | Kanadas Grand Prix         | Circuit Gilles Villeneuve, Montreal         | 8 juni       |
| 8  | Österrikes Grand Prix      | Red Bull Ring, Steiermark                   | 22 juni      |
| 9  | Storbritanniens Grand Prix | Silverstone Circuit, Silverstone            | 6 juli       |
| 10 | Tysklands Grand Prix       | Hockenheimring, Hockenheim                  | 20 juli      |
| 11 | Ungerns Grand Prix         | Hungaroring, Budapest                       | 27 juli      |
| 12 | Belgiens Grand Prix        | Circuit de Spa-Francorchamps, Francorchamps | 24 augusti   |
| 13 | Italiens Grand Prix        | Autodromo Nazionale Monza, Monza            | 7 september  |
| 14 | Singapores Grand Prix      | Marina Bay Street Circuit, Marina Bay       | 21 september |
| 15 | Japans Grand Prix          | Suzuka Circuit, Suzuka                      | 5 oktober    |
| 16 | Rysslands Grand Prix       | Sotji Autodrom, Sotji                       | 12 oktober   |
| 17 | USA:s Grand Prix           | Circuit of the Americas, Austin             | 2 november   |
| 18 | Brasiliens Grand Prix      | Autódromo José Carlos Pace, São Paulo       | 9 november   |
| 19 | Abu Dhabis Grand Prix      | Yas Marina Circuit, Abu Dhabi               | 23 november  |

### Kalenderförändringar

Formel 1 körde en deltävling i Ryssland, på Sotji Autodrom i Sotji.

- Red Bull gjorde en överenskommelse med Bernie Ecclestone om att återuppliva Österrikes Grand Prix efter en frånvaro på tio år från kalendern. Tävlingen hölls på Red Bull Ring, som tidigare var värd för Österrikes Grand Prix mellan 1997 och 2003, när banan var känd som A1-Ring.
- Bahrains Grand Prix hölls som ett nattlopp under ljus, likt det i Singapore.
- Hockenheimring återgick till kalendern som värd för Tysklands Grand Prix.
- Indiens Grand Prix ingick inte i 2014 års kalender.
- Koreas-, Mexikos- och Amerikas Grand Prix inkluderades i den preliminära kalendern i september 2013, men togs senare bort från den slutliga kalendern.
- Rysslands Grand Prix tillkom i kalendern, tävlingen hölls på Sotji Autodrom i slutet av säsongen.
- USA:s Grand Prix var planerad till den 8 november. Men den dagen sammanföll med University of Texas amerikansk fotbolls hemmamatch, som skulle ha ansträngt Austins turisminfrastruktur. USA:s Grand Prix hölls därför veckan innan, den 2 november.

## Resultat

### Grand Prix
|    | Grand Prix                 | Pole Position  | Snabbaste varv   | Segrande förare  | Segrande konstruktör | Rapport |
| -- | -------------------------- | -------------- | ---------------- | ---------------- | -------------------- | ------- |
| 1  | Australiens Grand Prix     | Lewis Hamilton | Nico Rosberg     | Nico Rosberg     | Mercedes             | Rapport |
| 2  | Malaysias Grand Prix       | Lewis Hamilton | Lewis Hamilton   | Lewis Hamilton   | Mercedes             | Rapport |
| 3  | Bahrains Grand Prix        | Nico Rosberg   | Nico Rosberg     | Lewis Hamilton   | Mercedes             | Rapport |
| 4  | Kinas Grand Prix           | Lewis Hamilton | Nico Rosberg     | Lewis Hamilton   | Mercedes             | Rapport |
| 5  | Spaniens Grand Prix        | Lewis Hamilton | Sebastian Vettel | Lewis Hamilton   | Mercedes             | Rapport |
| 6  | Monacos Grand Prix         | Nico Rosberg   | Kimi Räikkönen   | Nico Rosberg     | Mercedes             | Rapport |
| 7  | Kanadas Grand Prix         | Nico Rosberg   | Felipe Massa     | Daniel Ricciardo | Red Bull-Renault     | Rapport |
| 8  | Österrikes Grand Prix      | Felipe Massa   | Sergio Pérez     | Nico Rosberg     | Mercedes             | Rapport |
| 9  | Storbritanniens Grand Prix | Nico Rosberg   | Lewis Hamilton   | Lewis Hamilton   | Mercedes             | Rapport |
| 10 | Tysklands Grand Prix       | Nico Rosberg   | Lewis Hamilton   | Nico Rosberg     | Mercedes             | Rapport |
| 11 | Ungerns Grand Prix         | Nico Rosberg   | Nico Rosberg     | Daniel Ricciardo | Red Bull-Renault     | Rapport |
| 12 | Belgiens Grand Prix        | Nico Rosberg   | Nico Rosberg     | Daniel Ricciardo | Red Bull-Renault     | Rapport |
| 13 | Italiens Grand Prix        | Lewis Hamilton | Lewis Hamilton   | Lewis Hamilton   | Mercedes             | Rapport |
| 14 | Singapores Grand Prix      | Lewis Hamilton | Lewis Hamilton   | Lewis Hamilton   | Mercedes             | Rapport |
| 15 | Japans Grand Prix          | Nico Rosberg   | Lewis Hamilton   | Lewis Hamilton   | Mercedes             | Rapport |
| 16 | Rysslands Grand Prix       | Lewis Hamilton | Valtteri Bottas  | Lewis Hamilton   | Mercedes             | Rapport |
| 17 | USA:s Grand Prix           | Nico Rosberg   | Sebastian Vettel | Lewis Hamilton   | Mercedes             | Rapport |
| 18 | Brasiliens Grand Prix      | Nico Rosberg   | Lewis Hamilton   | Nico Rosberg     | Mercedes             | Rapport |
| 19 | Abu Dhabis Grand Prix      | Nico Rosberg   | Daniel Ricciardo | Lewis Hamilton   | Mercedes             | Rapport |

#### Mästerskapsledningstabell
| Mästerskapsledningstabell | Mästerskapsledningstabell | Mästerskapsledningstabell |
| Grand Prix                | Förare                    | Ledning                   |
| ------------------------- | ------------------------- | ------------------------- |
| Australien                | Nico Rosberg              | 7                         |
| Malaysia                  | Nico Rosberg              | 18                        |
| Bahrain                   | Nico Rosberg              | 11                        |
| Kina                      | Nico Rosberg              | 4                         |
| Spanien                   | Lewis Hamilton            | 3                         |
| Monaco                    | Nico Rosberg              | 4                         |
| Kanada                    | Nico Rosberg              | 22                        |
| Österrike                 | Nico Rosberg              | 29                        |
| Storbritannien            | Nico Rosberg              | 4                         |
| Tyskland                  | Nico Rosberg              | 14                        |
| Ungern                    | Nico Rosberg              | 11                        |
| Belgien                   | Nico Rosberg              | 29                        |
| Italien                   | Nico Rosberg              | 22                        |
| Singapore                 | Lewis Hamilton            | 3                         |
| Japan                     | Lewis Hamilton            | 10                        |
| Ryssland                  | Lewis Hamilton            | 17                        |
| USA                       | Lewis Hamilton            | 24                        |
| Brasilien                 | Lewis Hamilton            | 17                        |
| Abu Dhabi                 | Lewis Hamilton            | 67                        |

### Kval
| Förare            | Nr | Grand Prix | Grand Prix | Grand Prix | Grand Prix | Grand Prix | Grand Prix | Grand Prix | Grand Prix | Grand Prix | Grand Prix | Grand Prix | Grand Prix | Grand Prix | Grand Prix | Grand Prix | Grand Prix | Grand Prix | Grand Prix | Grand Prix | Bästa | Sämsta |
| Förare            | Nr | AUS ·      | MAL ·      | BHR ·      | CHN ·      | ESP ·      | MON ·      | CAN ·      | AUT ·      | GBR ·      | GER ·      | HUN ·      | BEL ·      | ITA ·      | SIN ·      | JPN ·      | RUS ·      | USA ·      | BRA ·      | ABU ·      | Bästa | Sämsta |
| ----------------- | -- | ---------- | ---------- | ---------- | ---------- | ---------- | ---------- | ---------- | ---------- | ---------- | ---------- | ---------- | ---------- | ---------- | ---------- | ---------- | ---------- | ---------- | ---------- | ---------- | ----- | ------ |
| Nico Rosberg      | 6  | 3          | 3          | 1          | 4          | 2          | 1          | 1          | 3          | 1          | 1          | 1          | 1          | 2          | 2          | 1          | 2          | 1          | 1          | 1          | 1     | 4      |
| Lewis Hamilton    | 44 | 1          | 1          | 2          | 1          | 1          | 2          | 2          | 9          | 6          | 16         | 21         | 2          | 1          | 1          | 2          | 1          | 2          | 2          | 2          | 1     | 21     |
| Felipe Massa      | 19 | 9          | 13         | 8          | 6          | 9          | 16         | 5          | 1          | 18         | 3          | 6          | 9          | 4          | 6          | 4          | 17         | 4          | 3          | 4          | 1     | 18     |
| Sebastian Vettel  | 1  | 13         | 2          | 11         | 3          | 10         | 4          | 3          | 13         | 2          | 6          | 2          | 3          | 8          | 4          | 9          | 11         | 17         | 6          | DSQ        | 2     | 13     |
| Valtteri Bottas   | 77 | 10         | 15         | 4          | 7          | 4          | 13         | 4          | 2          | 16         | 2          | 3          | 6          | 3          | 8          | 3          | 3          | 3          | 4          | 3          | 2     | 17     |
| Daniel Ricciardo  | 3  | 2          | 5          | 3          | 2          | 3          | 3          | 6          | 5          | 8          | 5          | 4          | 5          | 9          | 3          | 6          | 7          | 5          | 9          | DSQ        | 2     | 9      |
| Jenson Button     | 22 | 11         | 10         | 7          | 12         | 8          | 12         | 9          | 12         | 3          | 11         | 7          | 10         | 6          | 11         | 8          | 4          | 7          | 5          | 6          | 3     | 12     |
| Fernando Alonso   | 14 | 5          | 4          | 10         | 5          | 7          | 5          | 7          | 4          | 18         | 7          | 5          | 4          | 7          | 5          | 5          | 8          | 6          | 8          | 8          | 4     | 19     |
| Kevin Magnussen   | 20 | 4          | 8          | 9          | 15         | 15         | 8          | 12         | 6          | 5          | 4          | 10         | 7          | 5          | 9          | 7          | 6          | 8          | 7          | 9          | 4     | 15     |
| Nico Hülkenberg   | 27 | 7          | 7          | 12         | 8          | 11         | 11         | 11         | 10         | 4          | 9          | 9          | 18         | 14         | 13         | 14         | 12         | 13         | 12         | 12         | 4     | 18     |
| Daniil Kvyat      | 26 | 8          | 11         | 13         | 13         | 13         | 9          | 15         | 7          | 9          | 8          | 11         | 11         | 11         | 10         | 13         | 5          | 14         | 14         | 5          | 5     | 15     |
| Sergio Pérez      | 11 | 16         | 14         | 5          | 16         | 12         | 10         | 13         | 11         | 7          | 10         | 13         | 13         | 10         | 15         | 12         | 13         | 12         | 17         | 11         | 5     | 16     |
| Romain Grosjean   | 8  | 21         | 16         | 16         | 10         | 5          | 14         | 14         | 16         | 11         | 15         | 15         | 15         | 18         | 16         | 18         | 16         | 18         | 15         | 14         | 5     | 21     |
| Kimi Räikkönen    | 7  | 12         | 6          | 6          | 11         | 6          | 6          | 10         | 8          | 19         | 12         | 17         | 8          | 12         | 7          | 10         | 9          | 9          | 10         | 7          | 6     | 20     |
| Jean-Éric Vergne  | 25 | 6          | 9          | 14         | 9          | 16         | 7          | 8          | 15         | 10         | 13         | 8          | 12         | 13         | 12         | 11         | 10         | 15         | 16         | 10         | 6     | 16     |
| Adrian Sutil      | 99 | 14         | 18         | 18         | 14         | 17         | 18         | 16         | 17         | 15         | 17         | 12         | 14         | 15         | 17         | 15         | 15         | 10         | 13         | 13         | 10    | 18     |
| Esteban Gutiérrez | 21 | 19         | 12         | 15         | 17         | 14         | 17         | DNS        | 18         | 14         | 14         | 14         | 20         | 16         | 14         | 16         | 14         | 16         | 11         | 15         | 11    | 22     |
| Pastor Maldonado  | 13 | 22         | 17         | 17         | 22         | 22         | 15         | 17         | 14         | DSQ        | 19         | 22         | 17         | 17         | 18         | 17         | 20         | 11         | 18         | 16         | 11    | 22     |
| Jules Bianchi     | 17 | 18         | 19         | 20         | 19         | 19         | 19         | 19         | 19         | 12         | 18         | 16         | 16         | 20         | 19         | 20         |            |            |            |            | 12    | 20     |
| Max Chilton       | 4  | 17         | 21         | 22         | 21         | 18         | 20         | 18         | 21         | 13         | 21         | 19         | 19         | 21         | 21         | 21         | 21         |            |            |            | 13    | 22     |
| Kamui Kobayashi   | 10 | 15         | 20         | 19         | 18         | 21         | 21         | 20         | 20         | 21         | 20         | 18         |            | 19         | 20         | 22         | 19         |            |            | 17         | 15    | 22     |
| Marcus Ericsson   | 9  | 20         | 22         | 21         | 20         | 20         | 22         | 21         | 22         | 20         | DNS        | 20         | 22         | 22         | 22         | 19         | 17         |            |            |            | 17    | 22     |
| Will Stevens      | 46 |            |            |            |            |            |            |            |            |            |            |            |            |            |            |            |            |            |            | 18         | 18    | 18     |
| André Lotterer    | 45 |            |            |            |            |            |            |            |            |            |            |            | 21         |            |            |            |            |            |            |            | 21    | 21     |
| Förare            | Nr | AUS ·      | MAL ·      | BHR ·      | CHN ·      | ESP ·      | MON ·      | CAN ·      | AUT ·      | GBR ·      | GER ·      | HUN ·      | BEL ·      | ITA ·      | SIN ·      | JPN ·      | RUS ·      | USA ·      | BRA ·      | ABU ·      | Bästa | Sämsta |
| Förare            | Nr | Grand Prix |            |            |            |            |            |            |            |            |            |            |            |            |            |            |            |            |            |            | Bästa | Sämsta |

#### Pole Position Trophy
Pole Position Trophy är en pokal som delas ut varje år till den förare som tagit flest pole positions. Nico Rosberg tog 11 pole positions under säsongen och vann därmed trofén.
| Pos. | Förare         | Poles |
| ---- | -------------- | ----- |
| 1    | Nico Rosberg   | 11    |
| 2    | Lewis Hamilton | 7     |
| 3    | Felipe Massa   | 1     |

### Förarmästerskapet
| Position        | 1:a | 2:a | 3:a | 4:a | 5:a | 6:a | 7:a | 8:a | 9:a | 10:a |
| Poängfördelning | 25p | 18p | 15p | 12p | 10p | 8p  | 6p  | 4p  | 2p  | 1p   |

| Pos. | Nat.           | Förare            | Nr | Grand Prix | Grand Prix | Grand Prix | Grand Prix | Grand Prix | Grand Prix | Grand Prix | Grand Prix | Grand Prix | Grand Prix | Grand Prix | Grand Prix | Grand Prix | Grand Prix | Grand Prix | Grand Prix | Grand Prix | Grand Prix | Grand Prix | Poäng |
| Pos. | Nat.           | Förare            | Nr | AUS ·      | MAL ·      | BHR ·      | CHN ·      | ESP ·      | MON ·      | CAN ·      | AUT ·      | GBR ·      | GER ·      | HUN ·      | BEL ·      | ITA ·      | SIN ·      | JPN ·      | RUS ·      | USA ·      | BRA ·      | ABU‡ ·     | Poäng |
| ---- | -------------- | ----------------- | -- | ---------- | ---------- | ---------- | ---------- | ---------- | ---------- | ---------- | ---------- | ---------- | ---------- | ---------- | ---------- | ---------- | ---------- | ---------- | ---------- | ---------- | ---------- | ---------- | ----- |
| 1    | Storbritannien | Lewis Hamilton    | 44 | Ret        | 1          | 1          | 1          | 1          | 2          | Ret        | 2          | 1          | 3          | 3          | Ret        | 1          | 1          | 1          | 1          | 1          | 2          | 1          | 384   |
| 2    | Tyskland       | Nico Rosberg      | 6  | 1          | 2          | 2          | 2          | 2          | 1          | 2          | 1          | Ret        | 1          | 4          | 2          | 2          | Ret        | 2          | 2          | 2          | 1          | 14         | 317   |
| 3    | Australien     | Daniel Ricciardo  | 3  | DSQ        | Ret        | 4          | 4          | 3          | 3          | 1          | 8          | 3          | 6          | 1          | 1          | 5          | 3          | 4          | 7          | 3          | Ret        | 4          | 238   |
| 4    | Finland        | Valtteri Bottas   | 77 | 5          | 8          | 8          | 7          | 5          | Ret        | 7          | 3          | 2          | 2          | 8          | 3          | 4          | 11         | 6          | 3          | 5          | 10         | 3          | 186   |
| 5    | Tyskland       | Sebastian Vettel  | 1  | Ret        | 3          | 6          | 5          | 4          | Ret        | 3          | Ret        | 5          | 4          | 7          | 5          | 6          | 2          | 3          | 8          | 7          | 5          | 8          | 167   |
| 6    | Spanien        | Fernando Alonso   | 14 | 4          | 4          | 9          | 3          | 6          | 4          | 6          | 5          | 6          | 5          | 2          | 7          | Ret        | 4          | Ret        | 6          | 6          | 6          | 9          | 161   |
| 7    | Brasilien      | Felipe Massa      | 19 | Ret        | 7          | 7          | 15         | 13         | 7          | 12†        | 4          | Ret        | Ret        | 5          | 13         | 3          | 5          | 7          | 11         | 4          | 3          | 2          | 134   |
| 8    | Storbritannien | Jenson Button     | 22 | 3          | 6          | 17†        | 11         | 11         | 6          | 4          | 11         | 4          | 8          | 10         | 6          | 8          | Ret        | 5          | 4          | 12         | 4          | 5          | 126   |
| 9    | Tyskland       | Nico Hülkenberg   | 27 | 6          | 5          | 5          | 6          | 10         | 5          | 5          | 9          | 8          | 7          | Ret        | 10         | 12         | 9          | 8          | 12         | Ret        | 8          | 6          | 96    |
| 10   | Mexiko         | Sergio Pérez      | 11 | 10         | DNS        | 3          | 9          | 9          | Ret        | 11†        | 6          | 11         | 10         | Ret        | 8          | 7          | 7          | 10         | 10         | Ret        | 15         | 7          | 59    |
| 11   | Danmark        | Kevin Magnussen   | 20 | 2          | 9          | Ret        | 13         | 12         | 10         | 9          | 7          | 7          | 9          | 12         | 12         | 10         | 10         | 14         | 5          | 8          | 9          | 11         | 55    |
| 12   | Finland        | Kimi Räikkönen    | 7  | 7          | 12         | 10         | 8          | 7          | 12         | 10         | 10         | Ret        | 11         | 6          | 4          | 9          | 8          | 12         | 9          | 13         | 7          | 10         | 55    |
| 13   | Frankrike      | Jean-Éric Vergne  | 25 | 8          | Ret        | Ret        | 12         | Ret        | Ret        | 8          | Ret        | 10         | 13         | 9          | 11         | 13         | 6          | 9          | 13         | 10         | 13         | 12         | 22    |
| 14   | Frankrike      | Romain Grosjean   | 8  | Ret        | 11         | 12         | Ret        | 8          | 8          | Ret        | 14         | 12         | Ret        | Ret        | Ret        | 16         | 13         | 15         | 17         | 11         | 17†        | 13         | 8     |
| 15   | Ryssland       | Daniil Kvyat      | 26 | 9          | 10         | 11         | 10         | 14         | Ret        | Ret        | Ret        | 9          | Ret        | 14         | 9          | 11         | 14         | 11         | 14         | 15         | 11         | Ret        | 8     |
| 16   | Venezuela      | Pastor Maldonado  | 13 | Ret        | Ret        | 14         | 14         | 15         | DNS        | Ret        | 12         | 17†        | 12         | 13         | Ret        | 14         | 12         | 16         | 18         | 9          | 12         | Ret        | 2     |
| 17   | Frankrike      | Jules Bianchi     | 17 | NC         | Ret        | 16         | 17         | 18         | 9          | Ret        | 15         | 14         | 15         | 15         | 18†        | 18         | 16         | 20†        |            |            |            |            | 2     |
| 18   | Tyskland       | Adrian Sutil      | 99 | 11         | Ret        | Ret        | Ret        | 17         | Ret        | 13         | 13         | 13         | Ret        | 11         | 14         | 15         | Ret        | 21†        | 16         | Ret        | 16         | 16         | 0     |
| 19   | Sverige        | Marcus Ericsson   | 9  | Ret        | 14         | Ret        | 20         | 20         | 11         | Ret        | 18         | Ret        | 18         | Ret        | 17         | 19         | 15         | 17         | 19         |            |            |            | 0     |
| 20   | Mexiko         | Esteban Gutiérrez | 21 | 12         | Ret        | Ret        | 16         | 16         | Ret        | 14†        | 19         | Ret        | 14         | Ret        | 15         | 20         | Ret        | 13         | 15         | 14         | 14         | 15         | 0     |
| 21   | Storbritannien | Max Chilton       | 4  | 13         | 15         | 13         | 19         | 19         | 14         | Ret        | 17         | 16         | 17         | 16         | 16         | Ret        | 17         | 18         | Ret        |            |            |            | 0     |
| 22   | Japan          | Kamui Kobayashi   | 10 | Ret        | 13         | 15         | 18         | Ret        | 13         | Ret        | 16         | 15         | 16         | Ret        |            | 17         | DNS        | 19         | Ret        |            |            | Ret        | 0     |
| 23   | Storbritannien | Will Stevens      | 46 |            |            |            |            |            |            |            |            |            |            |            |            |            |            |            |            |            |            | 17         | 0     |
| –    | Tyskland       | André Lotterer    | 45 |            |            |            |            |            |            |            |            |            |            |            | Ret        |            |            |            |            |            |            |            | 0     |
| Pos. | Nat.           | Förare            | Nr | AUS ·      | MAL ·      | BHR ·      | CHN ·      | ESP ·      | MON ·      | CAN ·      | AUT ·      | GBR ·      | GER ·      | HUN ·      | BEL ·      | ITA ·      | SIN ·      | JPN ·      | RUS ·      | USA ·      | BRA ·      | ABU‡ ·     | Poäng |
| Pos. | Nat.           | Förare            | Nr | Grand Prix |            |            |            |            |            |            |            |            |            |            |            |            |            |            |            |            |            |            | Poäng |

| Färg   | Tecken                 | Betydelse              |
| ------ | ---------------------- | ---------------------- |
| Guld   | 1                      | Segrare                |
| Silver | 2                      | Tvåa                   |
| Brons  | 3                      | Trea                   |
| Grön   | Placering (med poäng)  | Placering (med poäng)  |
| Blå    | Placering (utan poäng) | Placering (utan poäng) |
| Blå    | NC                     | Ej klassificerad       |
| Lila   | DNF                    | Avslutade ej           |
| Lila   | RET                    | Avbröt tävlingen       |
| Röd    | DNQ                    | Ej kvalificerad        |
| Röd    | DNPQ                   | Ej för-kvalificerad    |
| Röd    | DNA                    | Icke närvarande        |
| Svart  | DSQ                    | Diskvalificerad        |
| Vit    | DNS                    | Startade ej            |
| Vit    | WD                     | Drog sig ur            |
| Vit    | C                      | Racet inställt         |
| Blank  | DE                     | Deltog ej              |
| Blank  | EX                     | Utesluten              |

Noteringar:
- † – Föraren gick ej i mål, men blev klassificerad för att ha kört över 90% av racedistansen.
- ‡ – Dubbla poäng tilldelades under säsongsavslutningen i Abu Dhabi.

### Konstruktörsmästerskapet
| Pos. | Nat.           | Konstruktör          | Nr | Grand Prix | Grand Prix | Grand Prix | Grand Prix | Grand Prix | Grand Prix | Grand Prix | Grand Prix | Grand Prix | Grand Prix | Grand Prix | Grand Prix | Grand Prix | Grand Prix | Grand Prix | Grand Prix | Grand Prix | Grand Prix | Grand Prix | Poäng |
| Pos. | Nat.           | Konstruktör          | Nr | AUS ·      | MAL ·      | BHR ·      | CHN ·      | ESP ·      | MON ·      | CAN ·      | AUT ·      | GBR ·      | GER ·      | HUN ·      | BEL ·      | ITA ·      | SIN ·      | JPN ·      | RUS ·      | USA ·      | BRA ·      | ABU‡ ·     | Poäng |
| ---- | -------------- | -------------------- | -- | ---------- | ---------- | ---------- | ---------- | ---------- | ---------- | ---------- | ---------- | ---------- | ---------- | ---------- | ---------- | ---------- | ---------- | ---------- | ---------- | ---------- | ---------- | ---------- | ----- |
| 1    | Tyskland       | Mercedes             | 6  | 1          | 2          | 2          | 2          | 2          | 1          | 2          | 1          | Ret        | 1          | 4          | 2          | 2          | Ret        | 2          | 2          | 2          | 1          | 14         | 701   |
| 1    | Tyskland       | Mercedes             | 44 | Ret        | 1          | 1          | 1          | 1          | 2          | Ret        | 2          | 1          | 3          | 3          | Ret        | 1          | 1          | 1          | 1          | 1          | 2          | 1          | 701   |
| 2    | Österrike      | Red Bull-Renault     | 1  | Ret        | 3          | 6          | 5          | 4          | Ret        | 3          | Ret        | 5          | 4          | 7          | 5          | 6          | 2          | 3          | 8          | 7          | 5          | 8          | 405   |
| 2    | Österrike      | Red Bull-Renault     | 3  | DSQ        | Ret        | 4          | 4          | 3          | 3          | 1          | 8          | 3          | 6          | 1          | 1          | 5          | 3          | 4          | 7          | 3          | Ret        | 4          | 405   |
| 3    | Storbritannien | Williams-Mercedes    | 19 | Ret        | 7          | 7          | 15         | 13         | 7          | 12†        | 4          | Ret        | Ret        | 5          | 13         | 3          | 5          | 7          | 11         | 4          | 3          | 2          | 320   |
| 3    | Storbritannien | Williams-Mercedes    | 77 | 5          | 8          | 8          | 7          | 5          | Ret        | 7          | 3          | 2          | 2          | 8          | 3          | 4          | 11         | 6          | 3          | 5          | 10         | 3          | 320   |
| 4    | Italien        | Ferrari              | 7  | 7          | 12         | 10         | 8          | 7          | 12         | 10         | 10         | Ret        | 11         | 6          | 4          | 9          | 8          | 12         | 9          | 13         | 7          | 10         | 216   |
| 4    | Italien        | Ferrari              | 14 | 4          | 4          | 9          | 3          | 6          | 4          | 6          | 5          | 6          | 5          | 2          | 7          | Ret        | 4          | Ret        | 6          | 6          | 6          | 9          | 216   |
| 5    | Storbritannien | McLaren-Mercedes     | 20 | 2          | 9          | Ret        | 13         | 12         | 10         | 9          | 7          | 7          | 9          | 12         | 12         | 10         | 10         | 14         | 5          | 8          | 9          | 11         | 181   |
| 5    | Storbritannien | McLaren-Mercedes     | 22 | 3          | 6          | 17†        | 11         | 11         | 6          | 4          | 11         | 4          | 8          | 10         | 6          | 8          | Ret        | 5          | 4          | 12         | 4          | 5          | 181   |
| 6    | Indien         | Force India-Mercedes | 11 | 10         | DNS        | 3          | 9          | 9          | Ret        | 11†        | 6          | 11         | 10         | Ret        | 8          | 7          | 7          | 10         | 10         | Ret        | 15         | 7          | 155   |
| 6    | Indien         | Force India-Mercedes | 27 | 6          | 5          | 5          | 6          | 10         | 5          | 5          | 9          | 8          | 7          | Ret        | 10         | 12         | 9          | 8          | 12         | Ret        | 8          | 6          | 155   |
| 7    | Italien        | Toro Rosso-Renault   | 25 | 8          | Ret        | Ret        | 12         | Ret        | Ret        | 8          | Ret        | 10         | 13         | 9          | 11         | 13         | 6          | 9          | 13         | 10         | 13         | 12         | 30    |
| 7    | Italien        | Toro Rosso-Renault   | 26 | 9          | 10         | 11         | 10         | 14         | Ret        | Ret        | Ret        | 9          | Ret        | 14         | 9          | 11         | 14         | 11         | 14         | 15         | 11         | Ret        | 30    |
| 8    | Storbritannien | Lotus-Renault        | 8  | Ret        | 11         | 12         | Ret        | 8          | 8          | Ret        | 14         | 12         | Ret        | Ret        | Ret        | 16         | 13         | 15         | 17         | 11         | 17†        | 13         | 10    |
| 8    | Storbritannien | Lotus-Renault        | 13 | Ret        | Ret        | 14         | 14         | 15         | DNS        | Ret        | 12         | 17†        | 12         | 13         | Ret        | 14         | 12         | 16         | 18         | 9          | 12         | Ret        | 10    |
| 9    | Ryssland       | Marussia-Ferrari     | 4  | 13         | 15         | 13         | 19         | 19         | 14         | Ret        | 17         | 16         | 17         | 16         | 16         | Ret        | 17         | 18         | Ret        |            |            |            | 2     |
| 9    | Ryssland       | Marussia-Ferrari     | 17 | NC         | Ret        | 16         | 17         | 18         | 9          | Ret        | 15         | 14         | 15         | 15         | 18†        | 18         | 16         | 20†        |            |            |            |            | 2     |
| 10   | Schweiz        | Sauber-Ferrari       | 21 | 12         | Ret        | Ret        | 16         | 16         | Ret        | 14†        | 19         | Ret        | 14         | Ret        | 15         | 20         | Ret        | 13         | 15         | 14         | 14         | 15         | 0     |
| 10   | Schweiz        | Sauber-Ferrari       | 99 | 11         | Ret        | Ret        | Ret        | 17         | Ret        | 13         | 13         | 13         | Ret        | 11         | 14         | 15         | Ret        | 21†        | 16         | Ret        | 16         | 16         | 0     |
| 11   | Malaysia       | Caterham-Renault     | 9  | Ret        | 14         | Ret        | 20         | 20         | 11         | Ret        | 18         | Ret        | 18         | Ret        | 17         | 19         | 15         | 17         | 19         |            |            |            | 0     |
| 11   | Malaysia       | Caterham-Renault     | 10 | Ret        | 13         | 15         | 18         | Ret        | 13         | Ret        | 16         | 15         | 16         | Ret        |            | 17         | DNS        | 19         | Ret        |            |            | Ret        | 0     |
| 11   | Malaysia       | Caterham-Renault     | 45 |            |            |            |            |            |            |            |            |            |            |            | Ret        |            |            |            |            |            |            |            | 0     |
| 11   | Malaysia       | Caterham-Renault     | 46 |            |            |            |            |            |            |            |            |            |            |            |            |            |            |            |            |            |            | 17         | 0     |
| Pos. | Nat.           | Konstruktör          | Nr | AUS ·      | MAL ·      | BHR ·      | CHN ·      | ESP ·      | MON ·      | CAN ·      | AUT ·      | GBR ·      | GER ·      | HUN ·      | BEL ·      | ITA ·      | SIN ·      | JPN ·      | RUS ·      | USA ·      | BRA ·      | ABU‡ ·     | Poäng |
| Pos. | Nat.           | Konstruktör          | Nr | Grand Prix |            |            |            |            |            |            |            |            |            |            |            |            |            |            |            |            |            |            | Poäng |

| Färg   | Tecken                 | Betydelse              |
| ------ | ---------------------- | ---------------------- |
| Guld   | 1                      | Segrare                |
| Silver | 2                      | Tvåa                   |
| Brons  | 3                      | Trea                   |
| Grön   | Placering (med poäng)  | Placering (med poäng)  |
| Blå    | Placering (utan poäng) | Placering (utan poäng) |
| Blå    | NC                     | Ej klassificerad       |
| Lila   | DNF                    | Avslutade ej           |
| Lila   | RET                    | Avbröt tävlingen       |
| Röd    | DNQ                    | Ej kvalificerad        |
| Röd    | DNPQ                   | Ej för-kvalificerad    |
| Röd    | DNA                    | Icke närvarande        |
| Svart  | DSQ                    | Diskvalificerad        |
| Vit    | DNS                    | Startade ej            |
| Vit    | WD                     | Drog sig ur            |
| Vit    | C                      | Racet inställt         |
| Blank  | DE                     | Deltog ej              |
| Blank  | EX                     | Utesluten              |

Noteringar:
- † – Föraren gick ej i mål, men blev klassificerad för att ha kört över 90% av racedistansen.
- ‡ – Dubbla poäng tilldelades under säsongsavslutningen i Abu Dhabi.

## Nyheter

### Däckleverantör
Även under 2014 körde samtliga på däck från Pirelli.

### Förändringar på bilar
Till 2014  års säsong infördes ett helt nytt tekniskt reglemente. Här är de största nyheterna.
- Nytt motorreglemente: 1,6-liters V6-motorer med turbo, (3–3,5 bar) samt maxvarvet 15 000 r/min. De nya motorerna gav mellan 600 och 650 hästkrafter men framför allt ett högre vridmoment (600–700 Nm) än de gamla sugmotorerna.
- Växellådorna byggs av respektive stall. 2014 måste de ha åtta växlar och föraren växlar med paddlar på ratten. Utväxlingen på alla växlar måste vara desamma till alla 19 GP-tävlingarna. Det betyder en ständig kompromiss.
- Energiåtervinning (ERS — Energy Recovery Systems) sker via motorgeneratorn samt en extra generator som drivs av turboaggregatets axel. Strömmen leds till batteriet (under bensintanken). Motorgeneratorn kunde polvändas och blev då en 161 hästkrafters elmotor kopplad till V6-motorns drivaxel som fick användas 33 sekunder per varv. All värmeenergi fick användas fritt.
- Den läckagesäkrade bensintanken placerades bakom förarens rygg, framför motorn och ovanpå batterierna. Tanken var mindre än föregångaren, max 135 liter fick användas under ett GP-lopp (jämfört med cirka 210 liter 2013).
- Det så kallade ’’koanda-utblåset’’ förbjöds. Från grenrören gick avgaserna i ett enda, tjockt rör rakt bakåt och dess avslutning skulle sitta minst 17–18 centimeter bakom bakaxeln. Därmed kunde avgaserna inte längre ’’blåsas’’ in i diffusorn för att ge ökat marktryck.
- Kylaröppningarna blev större (15-25 procent), bilarna hade även fler kylare än i fjol. Under 2014 fanns fem-sex olika kylare som höll ner temperaturen på motorolja, batterier, turbo, växellåda, motorn kylvatten samt insugningsluften via en så kallad intercooler.
- Bromsarna var hydrauliska och föraren bromsade med pedal. Elektroniken reglerade balansen mellan fram- och bakbromsar. Föraren kunde ändra bromsbalans manuellt med en knapp på ratten.
- Ökad datorkraft med fler och snabbare processorer styrde olika funktioner. Bromsbalans, bensinmotor, elmotor och generator styrdes av datorkraft. Förprogrammerat var bromsbalans, laddning av batteriet från två källor samt hur effektuttaget från elmotorn skulle ske.
- Minimivikten för 2014 års F1-bil var 690 kilo (2013: 642 kilo). Bilarna fick större kylare och batterier samt tyngre drivlina. Viktfördelningen på fram- och bakaxel var 46 respektive 54 procent men alla stallen använd flyttbar barlastvikt (av tungsten) i bottenplankan.
- Maxbredden för en F1-bil var oförändrad, högst 1,8 meter på sitt bredaste ställe. Karossens sidoboxar var tvungna att klara nya, hårdare kraschbestämmelser och de försågs med kraftigare balkar i sin struktur.
- Vid framaxeln fick karossens höjd vara max 52,5 centimeter över referensplanet (62,5 centimeter året innanl). Förarens ben/fötter hamnade därmed 10 centimeter lägre. Lägre framparti gav föraren bättre sikt. Nospartiet lutade kraftigt neråt (spetsen 18,5 centimeter över banan).
- Nya reglerna minskade bredden på framvingarna, från 2013 års 1,80 meter till 2014 års 1,65 meter.
- Bakvingen fick vara max 75 centimeter bred, placerad minst 95 centimeter över asfalten. Under 2014 förbjöds den nedre vingen och bakvingen skulle ha två stativ samtidigt som ändplåtarna inte fick vara bärande. Öppningen i DRS-läget tilläts vara 15 millimeter större.

### Regeländringar
Till säsongen 2014 tillkom många nya regler.
- Från och 2014 fick stallen använda en extra förare per bil under fredagsträningen. Det betydde att stallets tredjeförare samt eventuellt ytterligare en förare kunde köra ett träningspass.
- Internationella bilsportsförbundet (FIA) bestämde att förarna i det avslutande GP-loppet skulle få dubbla poäng, alltså 50 poäng för seger, 36 poäng till tvåan, 30 till trean och så vidare ner till tionde plats som är var 2 poäng.
- En speciell pokal delades ut till den föraren som tagit flest pole position under säsongen.
- Under 2014 fick F1-stallen  göra fyra stycken tvådagarstester under säsongen. Dessa tvådagarstester kördes under tisdagen och onsdagen efter Bahrains-, Spaniens-, Storbritanniens- och Abu Dhabis Grand Prix. Alla stallen var tvungna att använda en av dagarna till däcktest för Pirelli.
- Det stall som släppte ut sin bil farligt nära framför en ankommande bil inne i depån fick hårdare straff under 2014. Om stallet utsatte någon för fara i depån fick föraren tio platsers nedflyttning på griden i den  nästföljande tävlingen.
- Från och 2014 tilldelades förarna ’’bötespoäng’’ när de brutit mot reglerna. Ett antal poäng gavs för skilda mindre förseelser. När en förare fått 12 poäng utdelas en bestraffning, en nedflyttning i startfältet i påföljande GP-lopp. Om en förare bröt mot reglerna ofta och därför har samlat på sig de 12 poängen inom en tolvmånadersperiod fick den istället som straff att stå över nästkommande tävling.
- För att locka stallen att träna redan på fredagsmorgonen fick de ett extra set däck (av den hårdare sorten) under första träningspassets inledande 30 minuter. Det betydde att varje förare förfogade över tolv set däck under en helg.
- För små förseelser under loppet kunde FIA:s race director välja att ge ett tidstillägg på 5 sekunder istället för ett ’’drive through-straff’’. Tidstillägget togs under ett depåstopp eller adderades till sluttiden (efter målgång) .
- Från och med 2014 skulle de åttaväxlade växellådorna hålla minst sex GP-lopp. Om den byttes tidigare blev föraren tillbakaflyttad på griden. Om en förare däremot bröt ett GP-lopp, fick den lov att utnyttja en ny växellåda under påföljande GP-lopp.

## Bilder

### Bilar

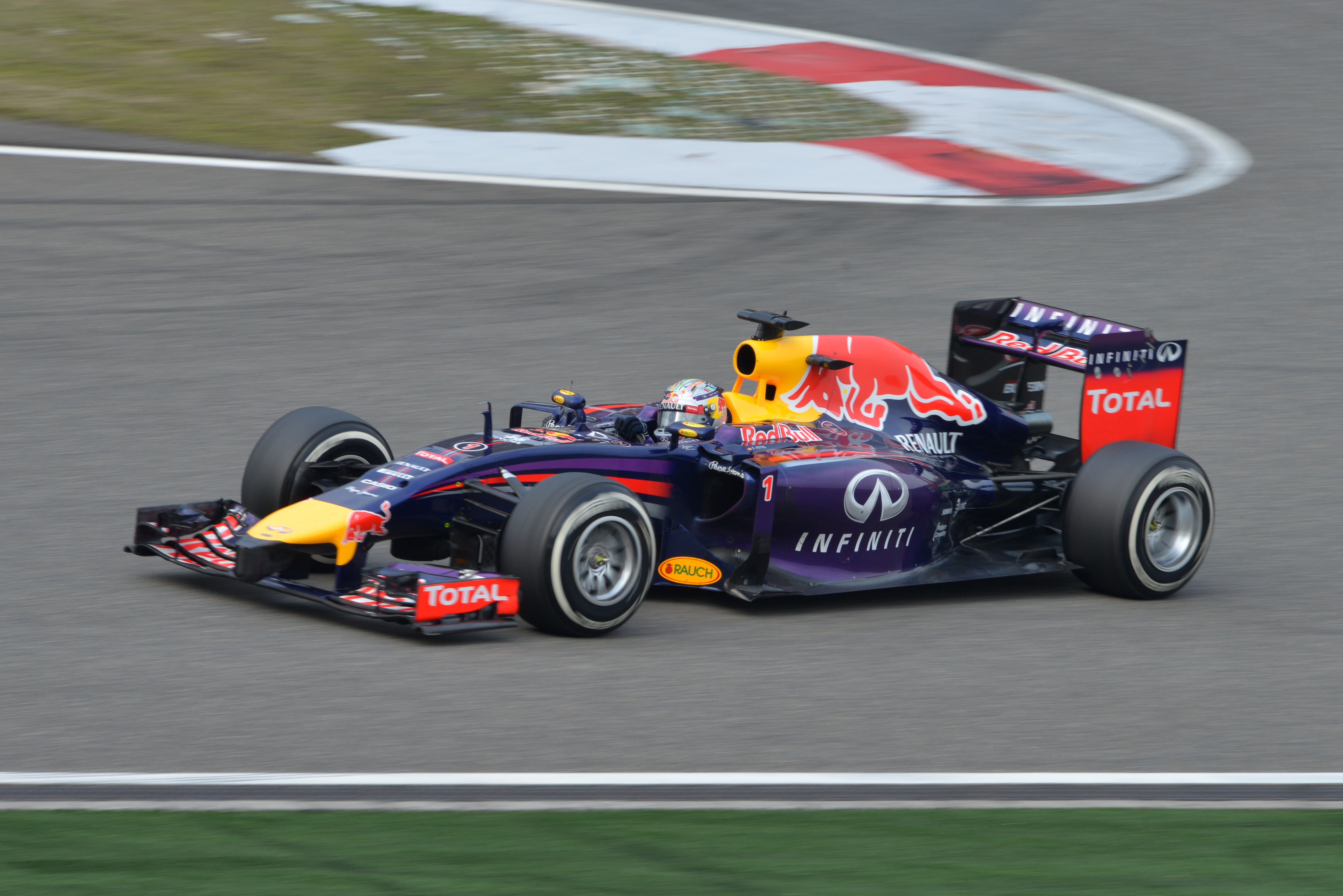
Red Bull RB10
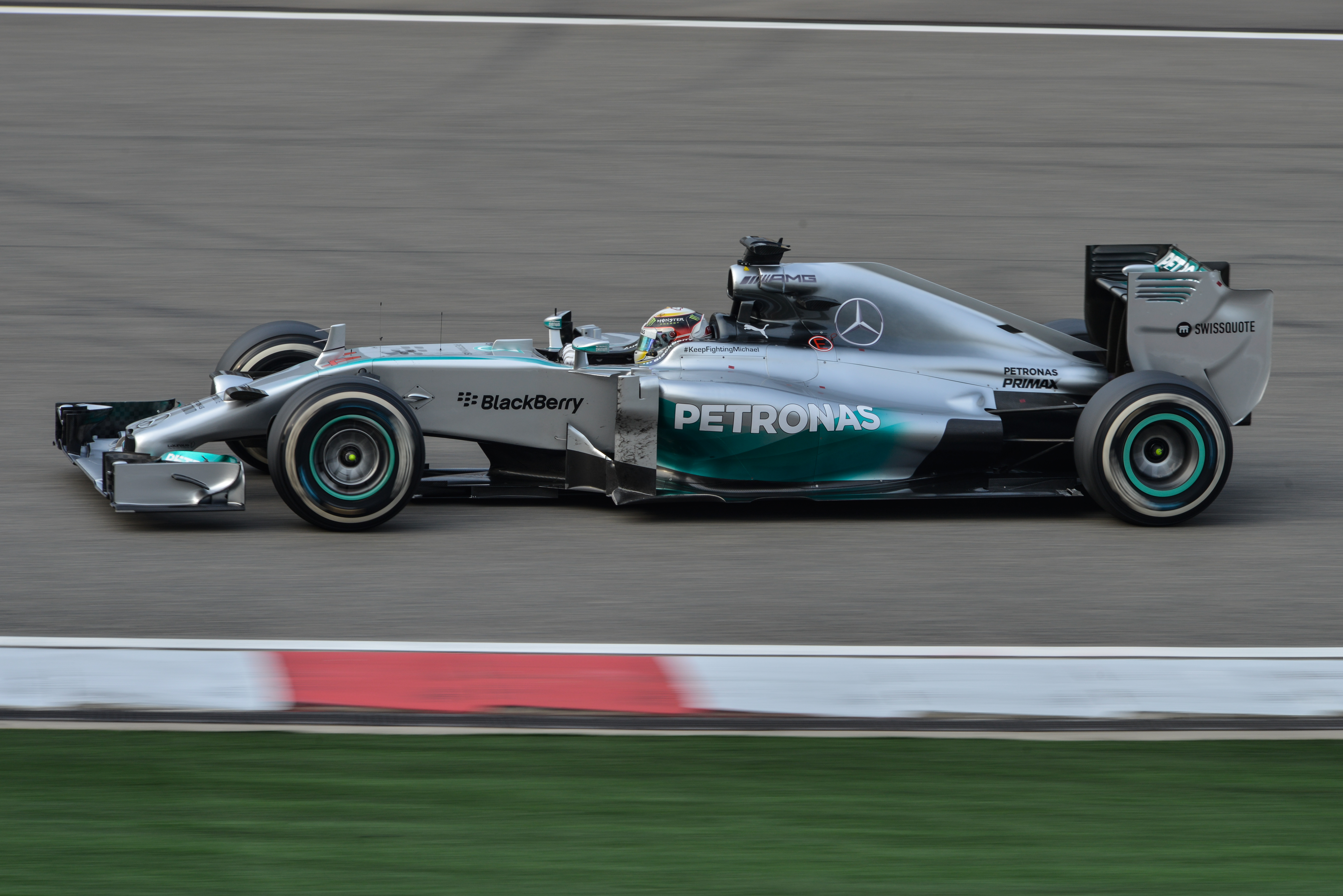
Mercedes F1 W05 Hybrid
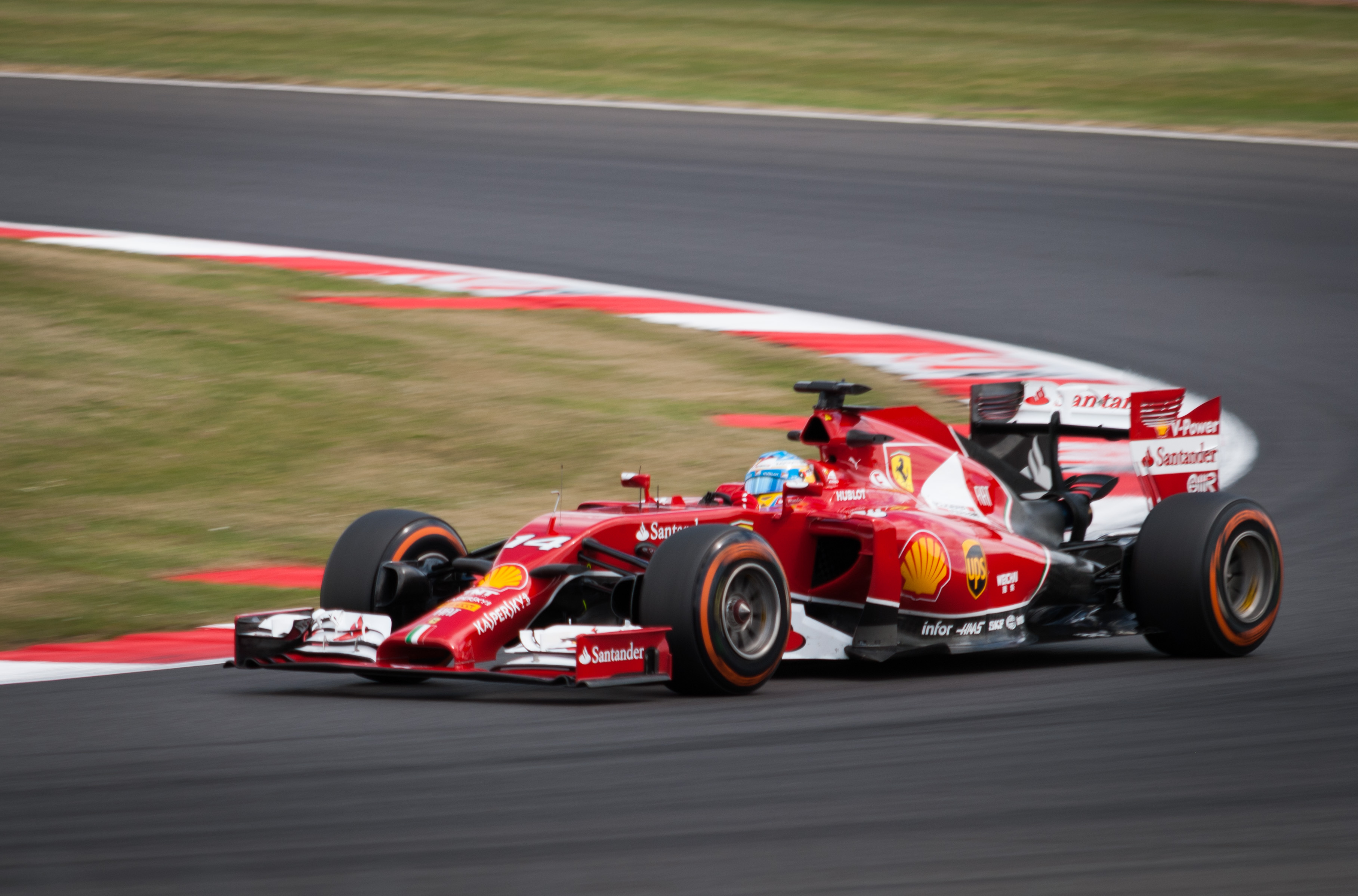
Ferrari F14 T
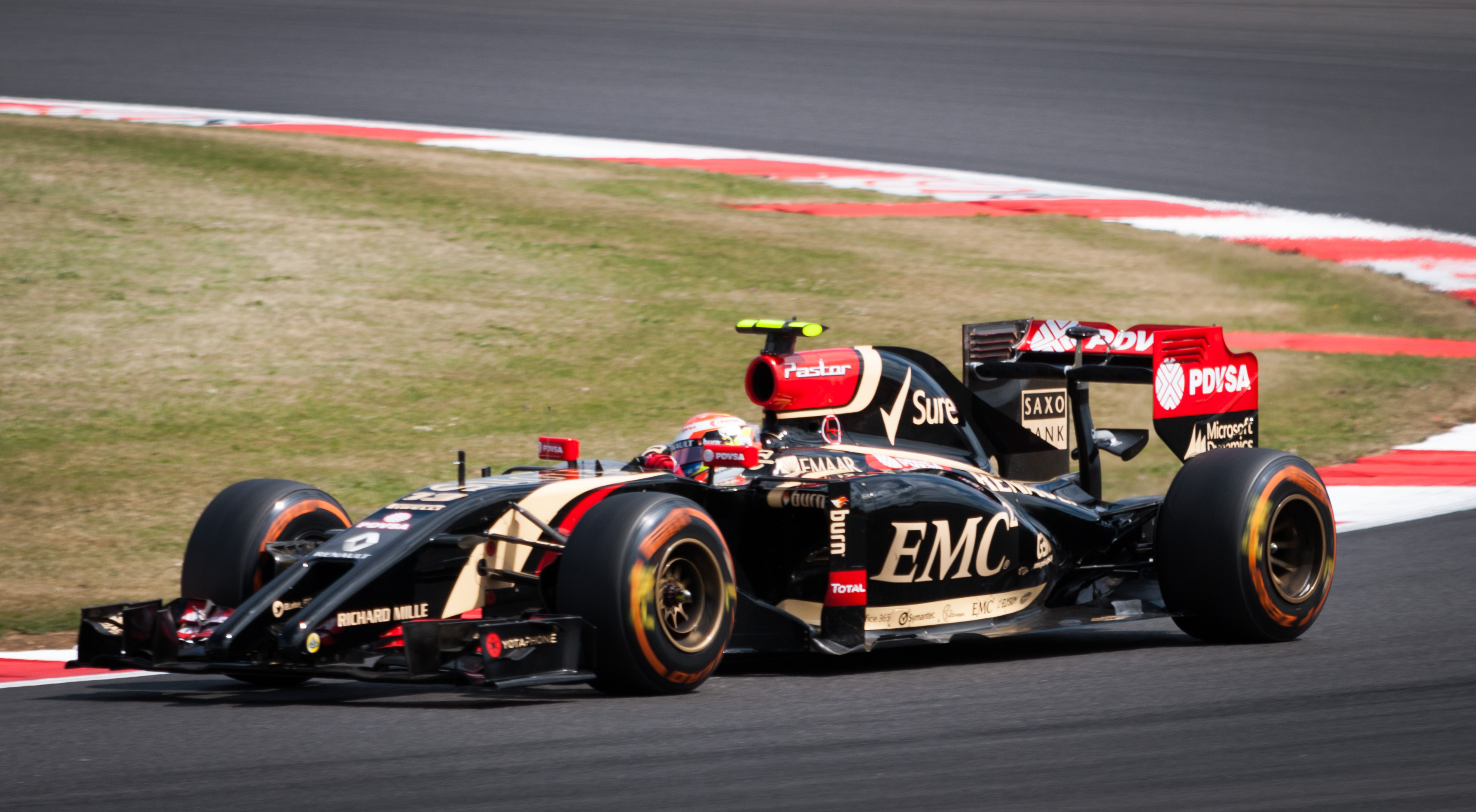
Lotus E22
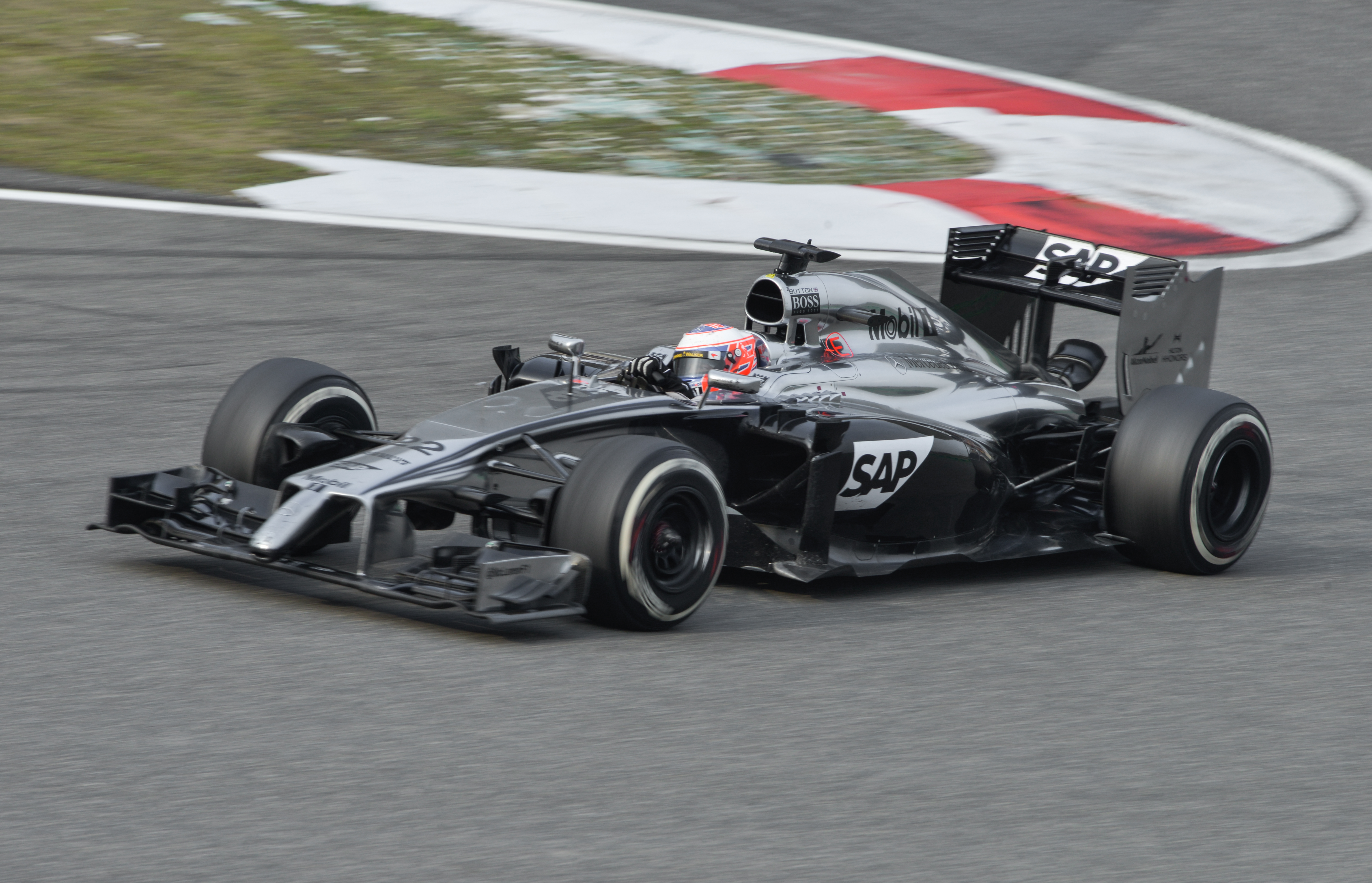
McLaren MP4-29
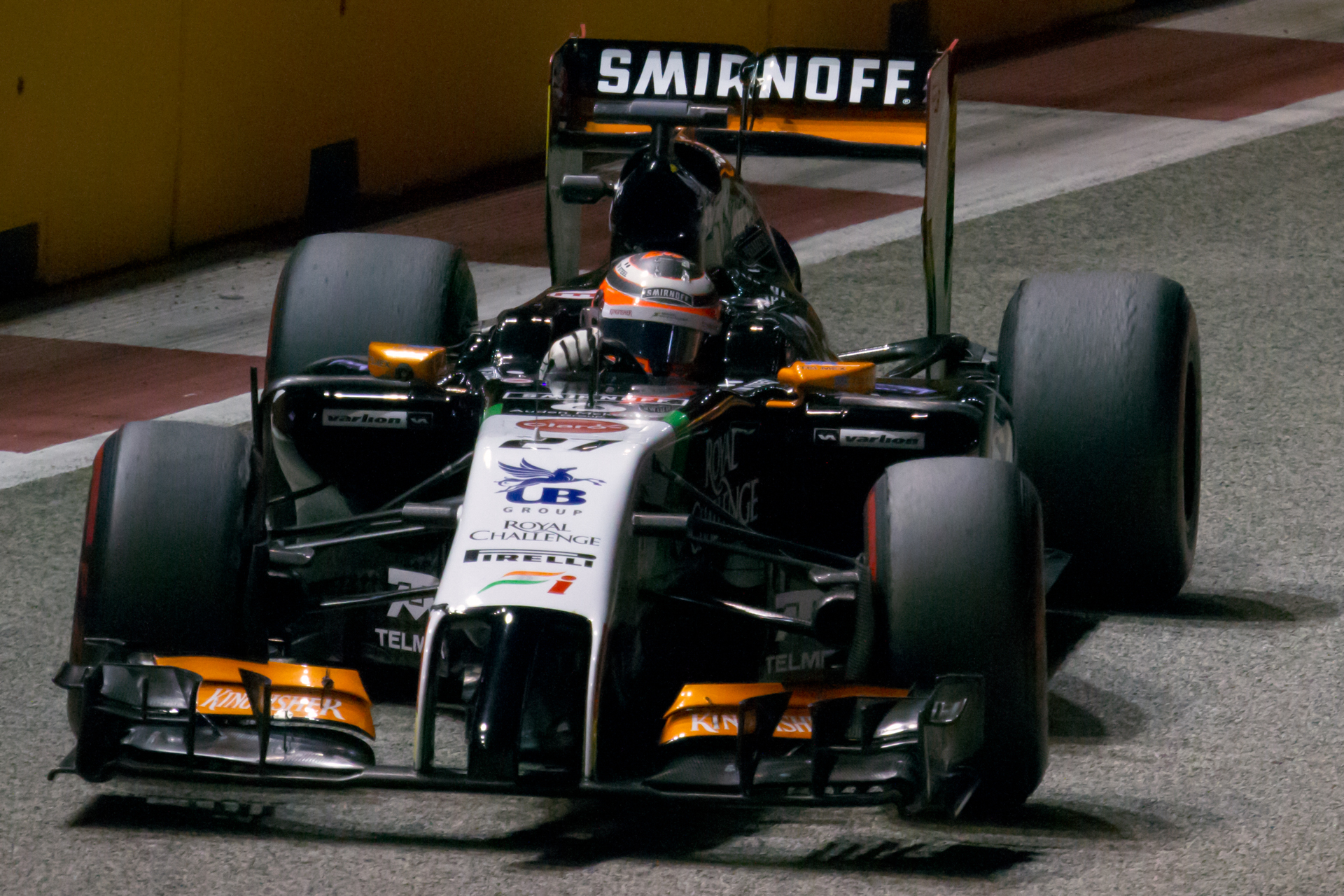
Force India VJM 07
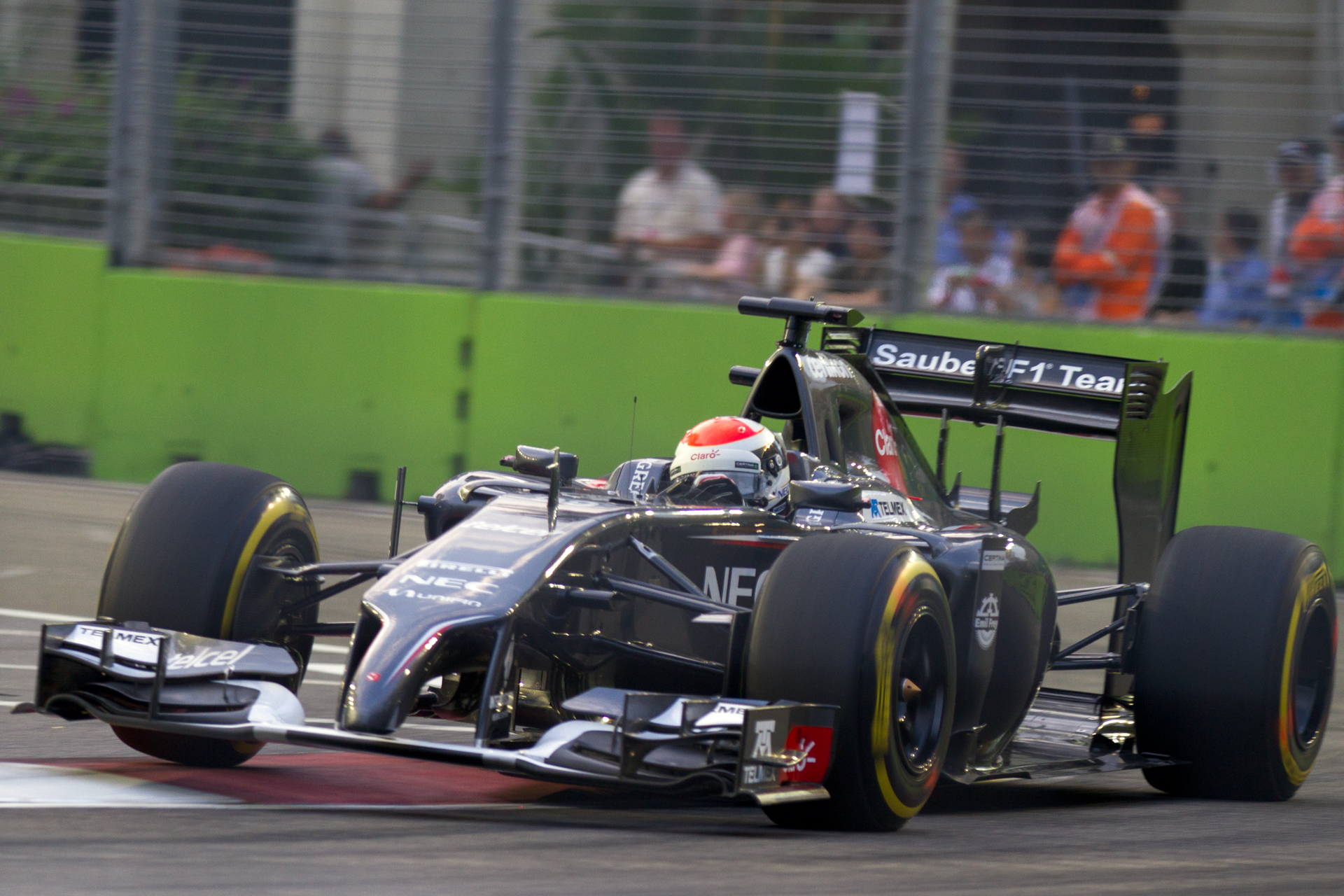
Sauber C33
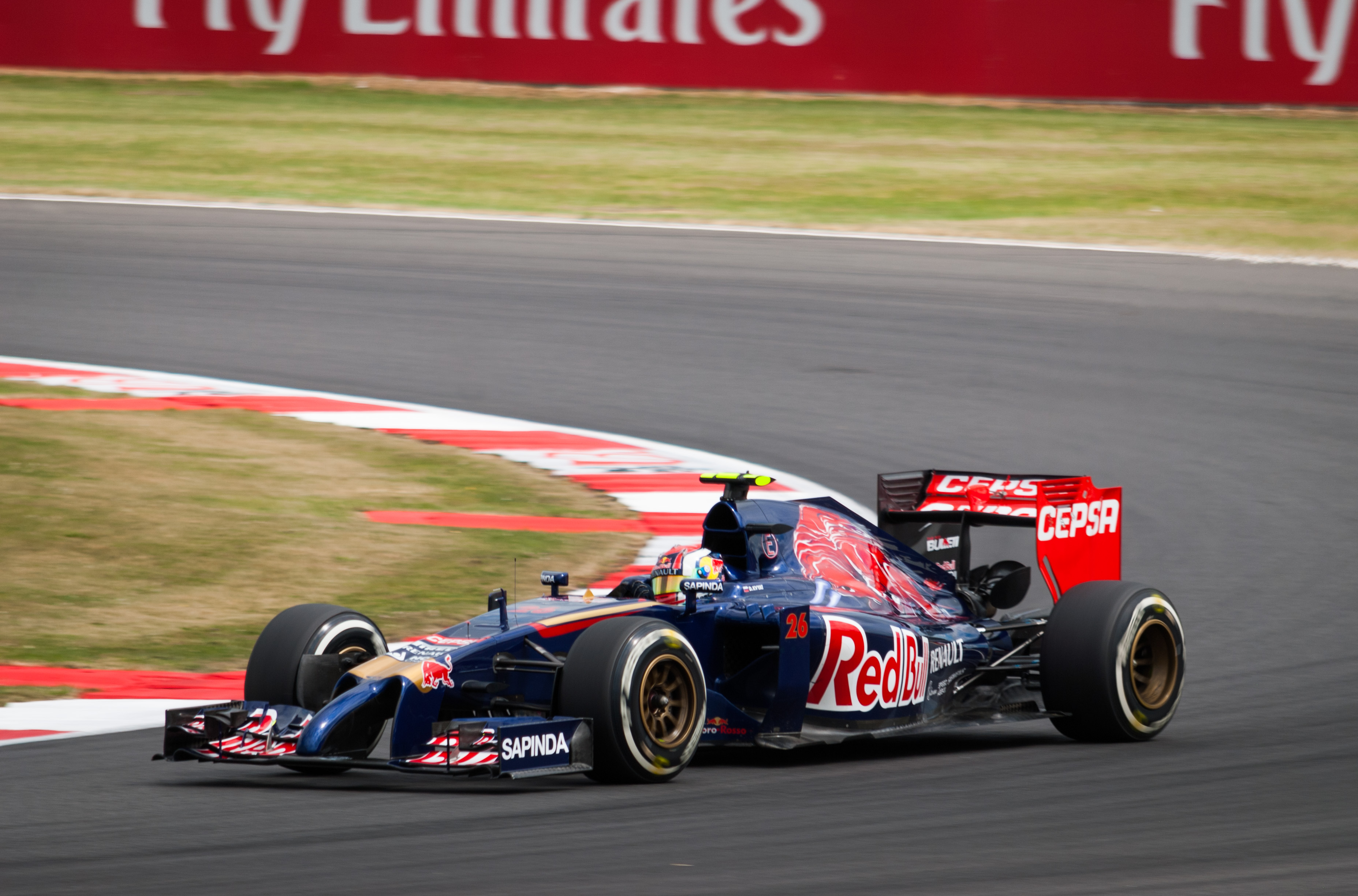
Toro Rosso STR9
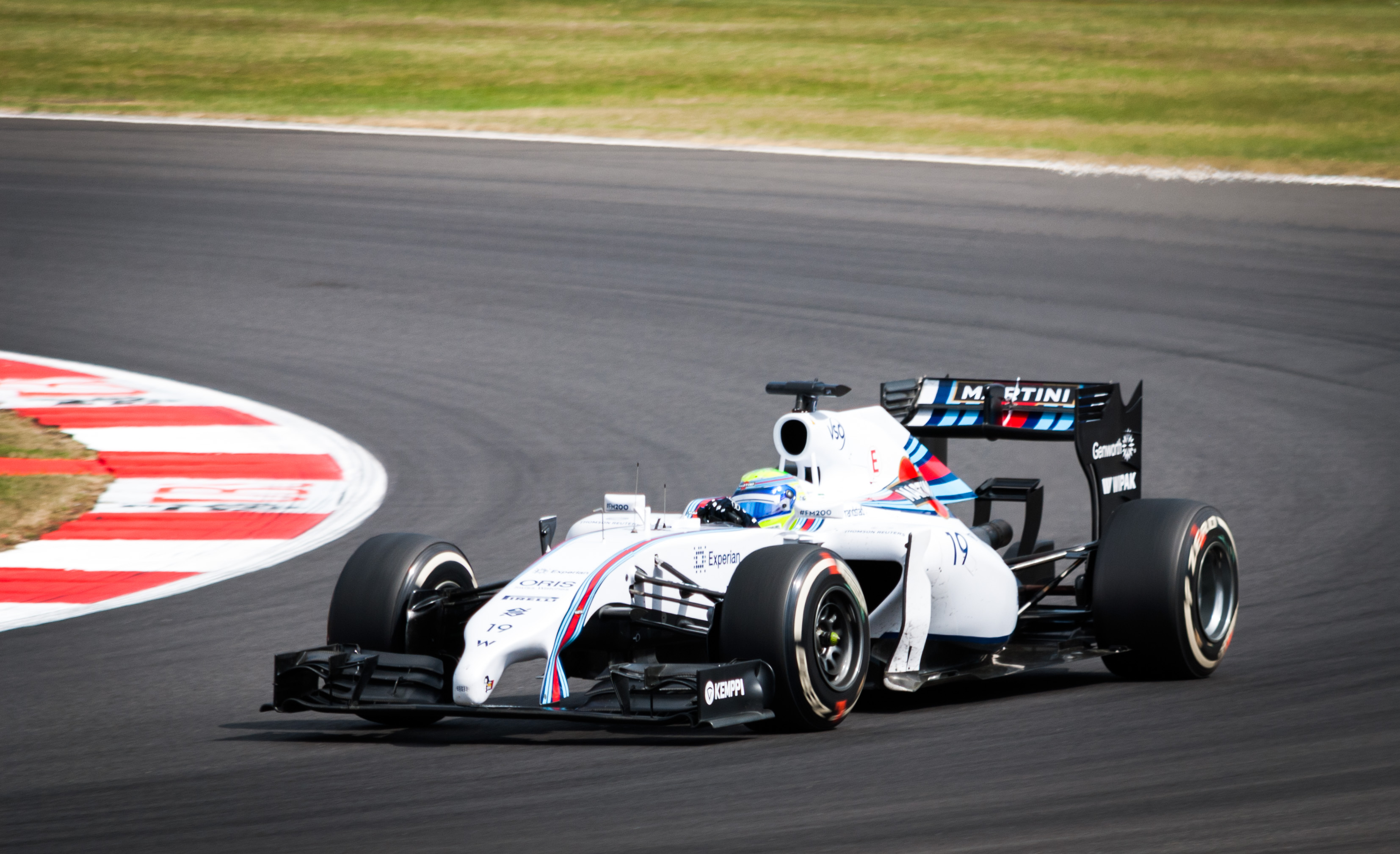
Williams FW36
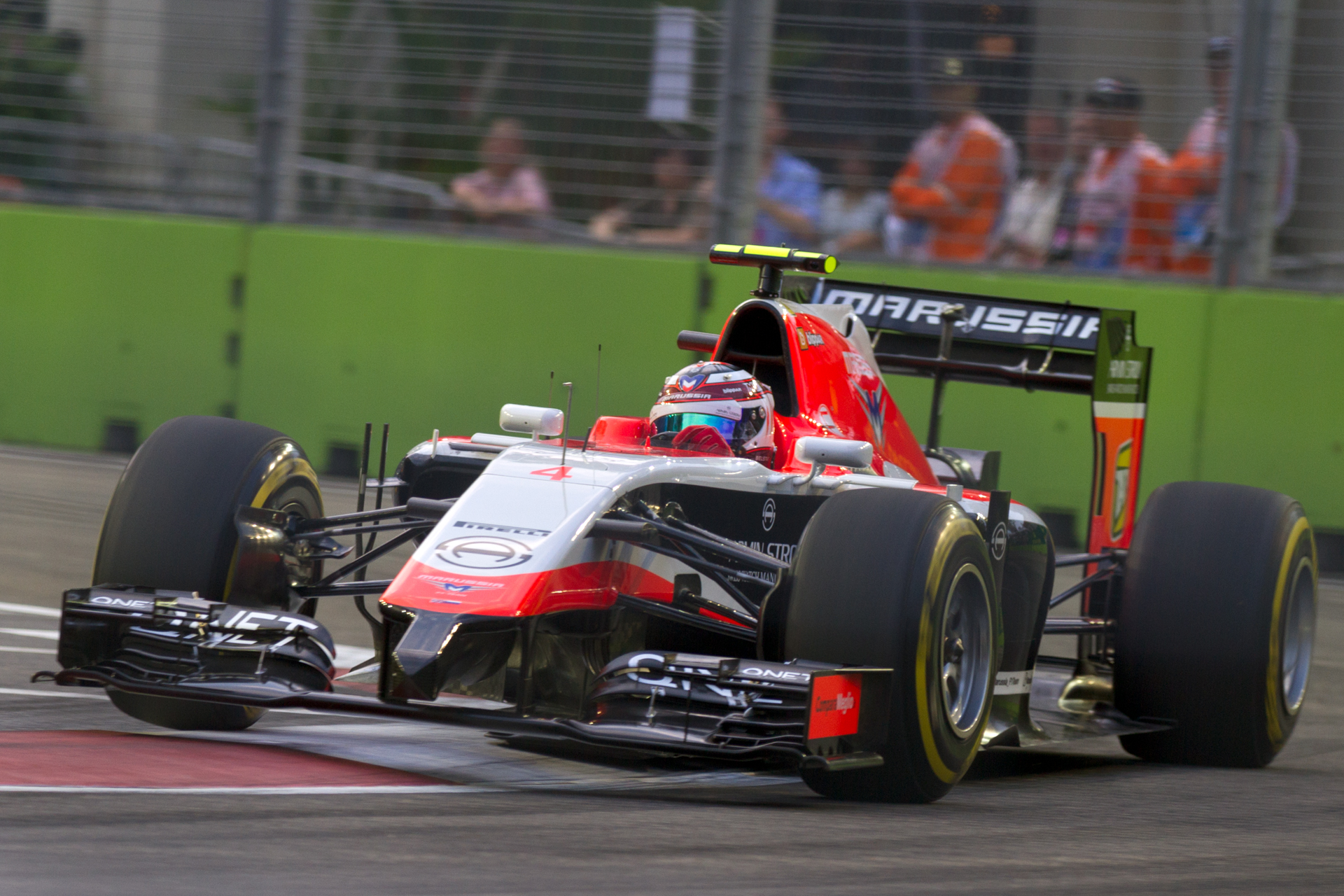
Marussia MR03
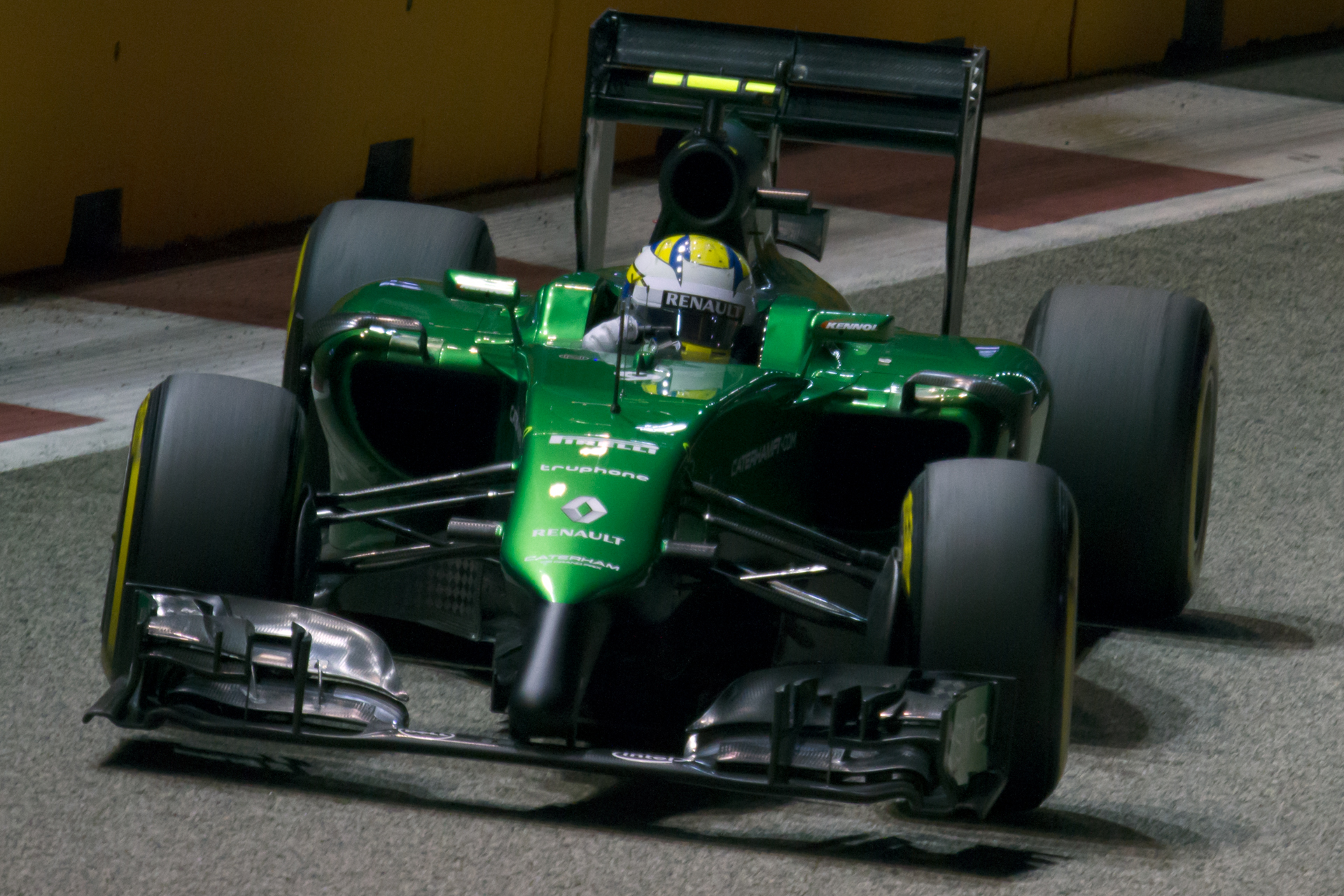
Caterham CT05

### Banor

Albert Park Circuit
Sepang International Circuit
Bahrain International Circuit
Shanghai International Circuit
Circuit de Catalunya
Circuit de Monaco
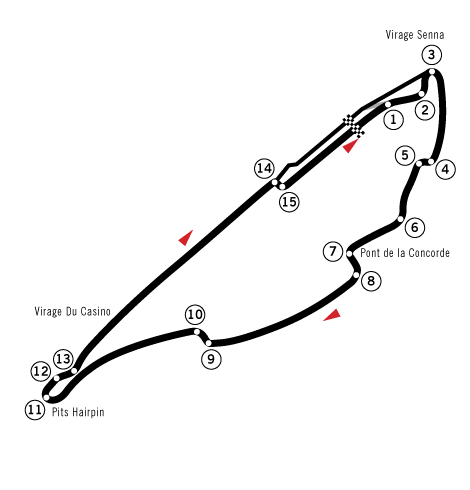
Circuit Gilles Villeneuve
Red Bull Ring
Silverstone Circuit
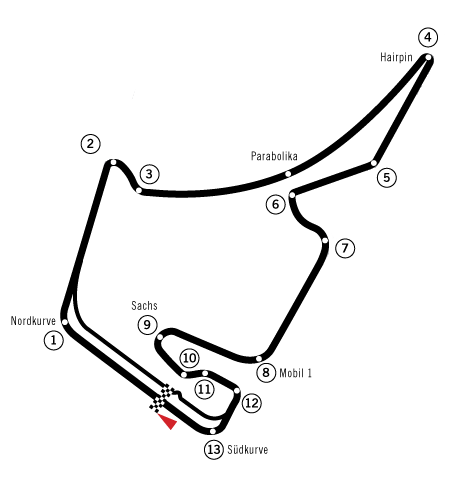
Hockenheimring
Hungaroring
Circuit de Spa-Francorchamps
Autodromo Nazionale Monza
Marina Bay Street Circuit
Suzuka Circuit
Sochi International Street Circuit
Circuit of the Americas
Autódromo José Carlos Pace
Yas Marina Circuit

### Förare

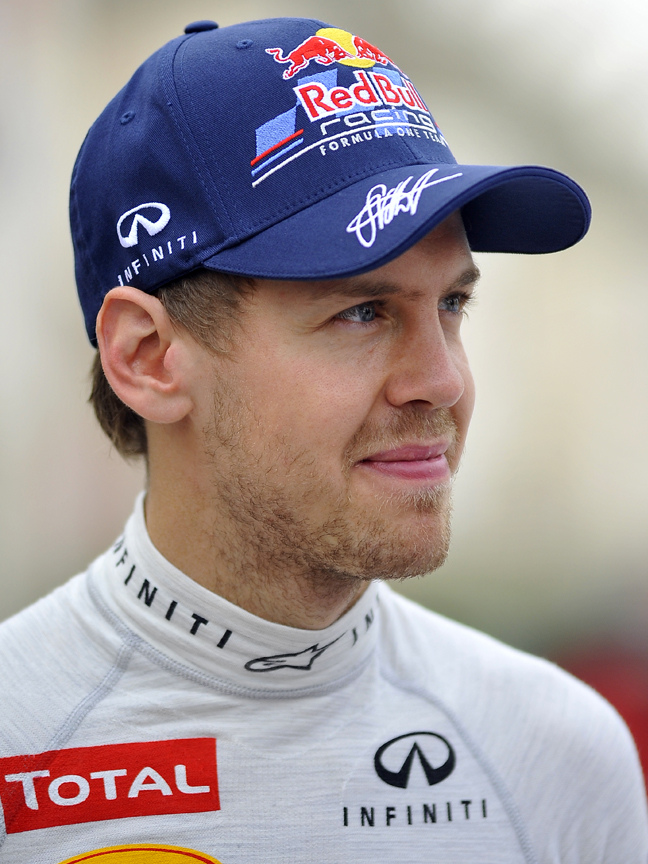
1. Sebastian Vettel, Red Bull-Renault
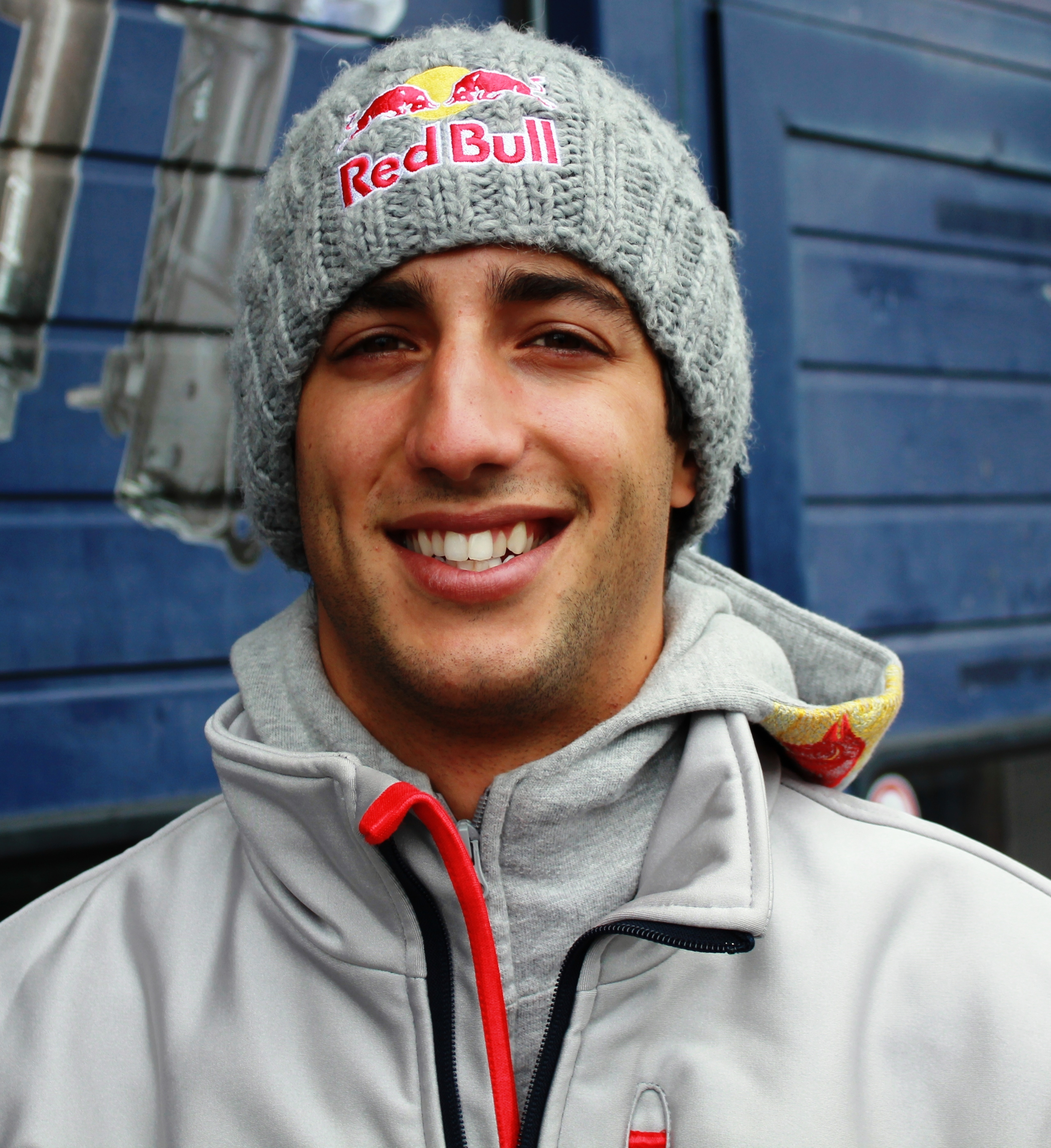
3. Daniel Ricciardo, Red Bull-Renault
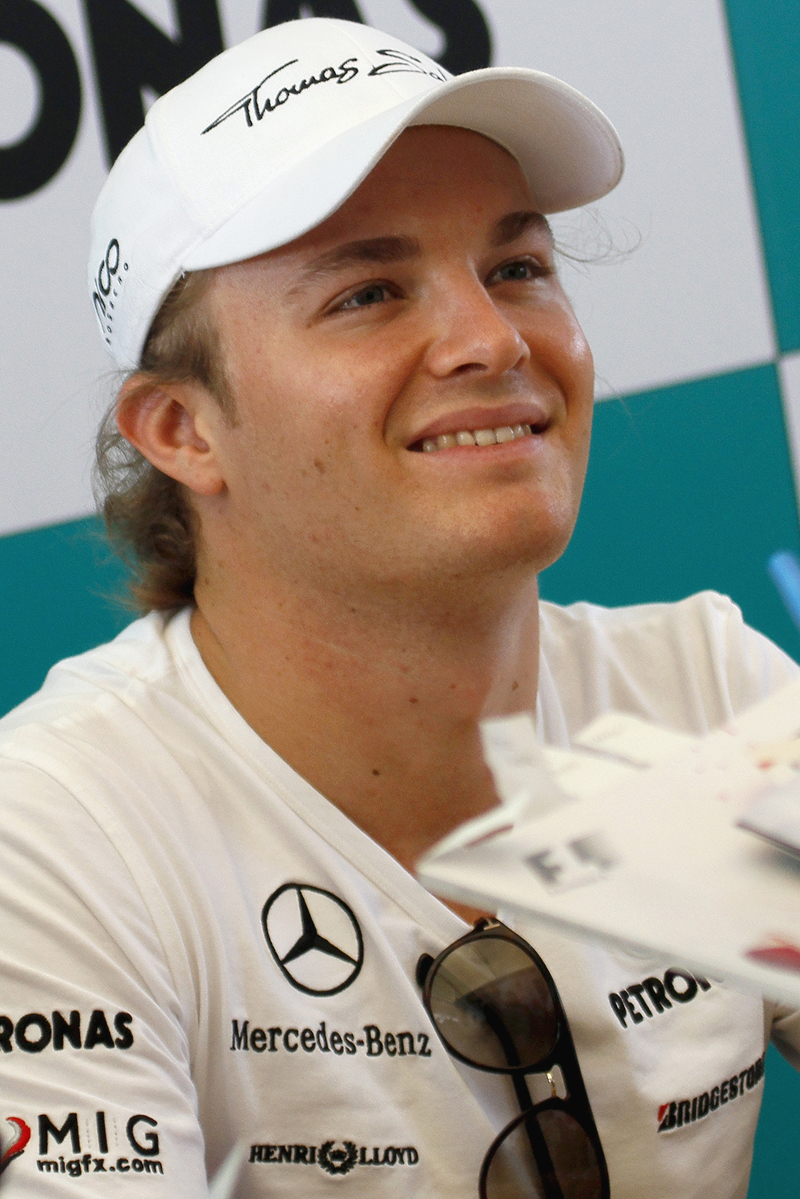
6. Nico Rosberg, Mercedes
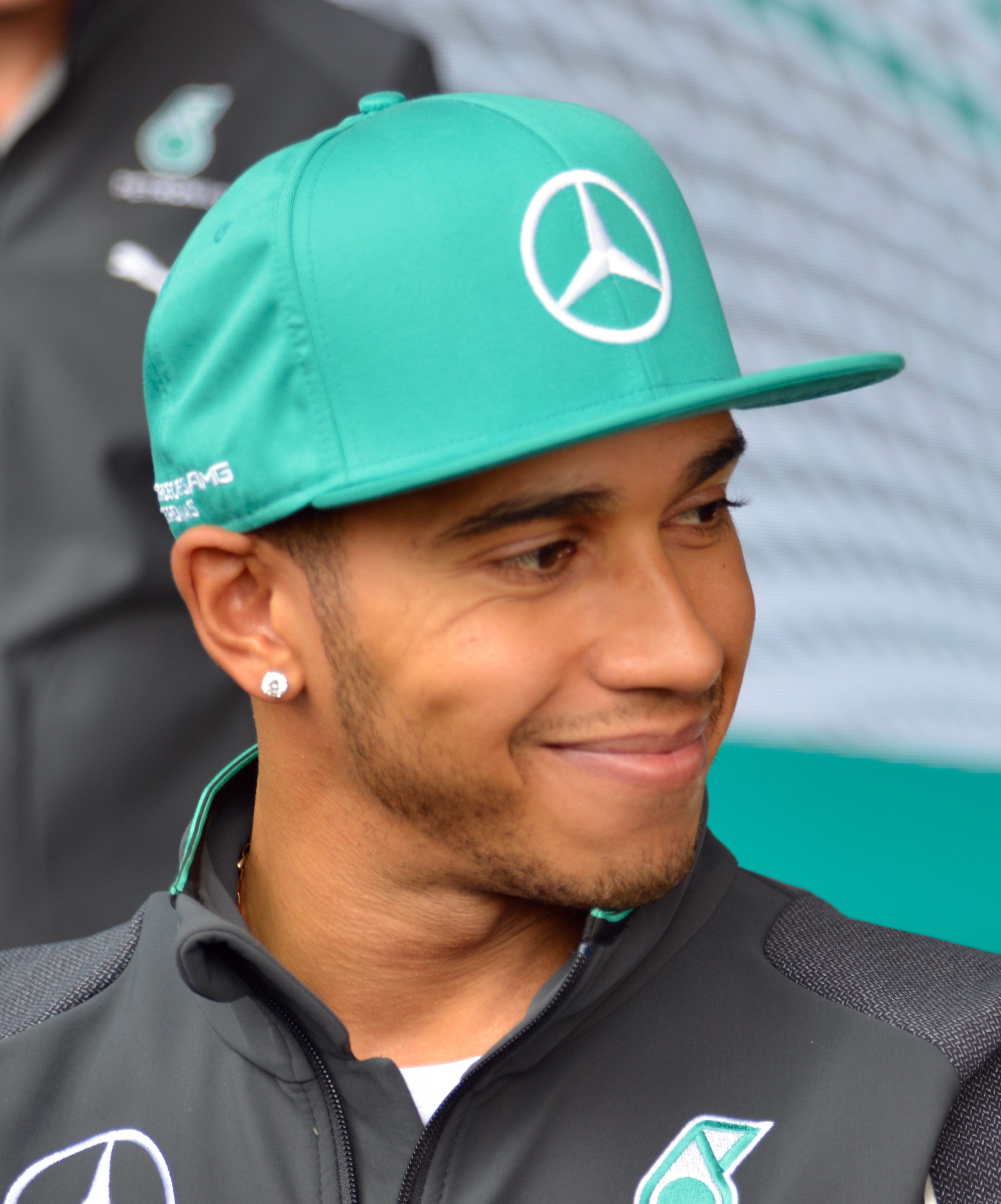
44. Lewis Hamilton, Mercedes
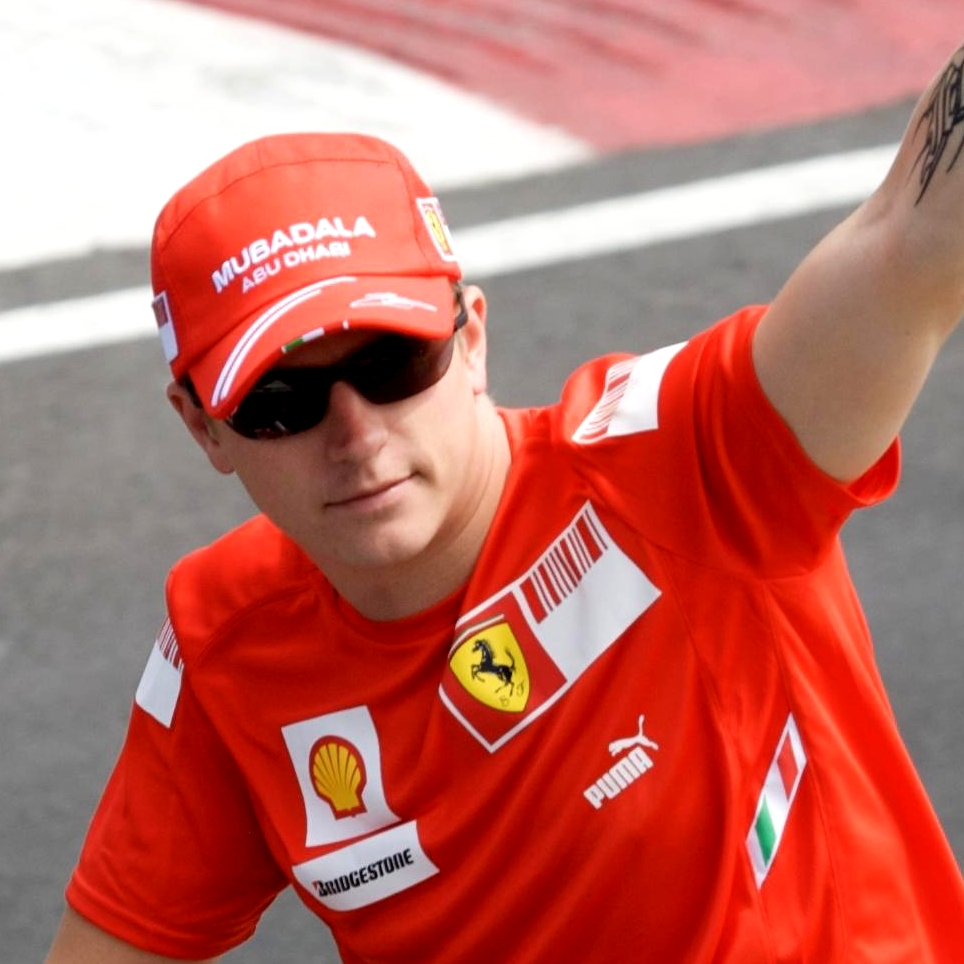
7. Kimi Räikkönen, Ferrari
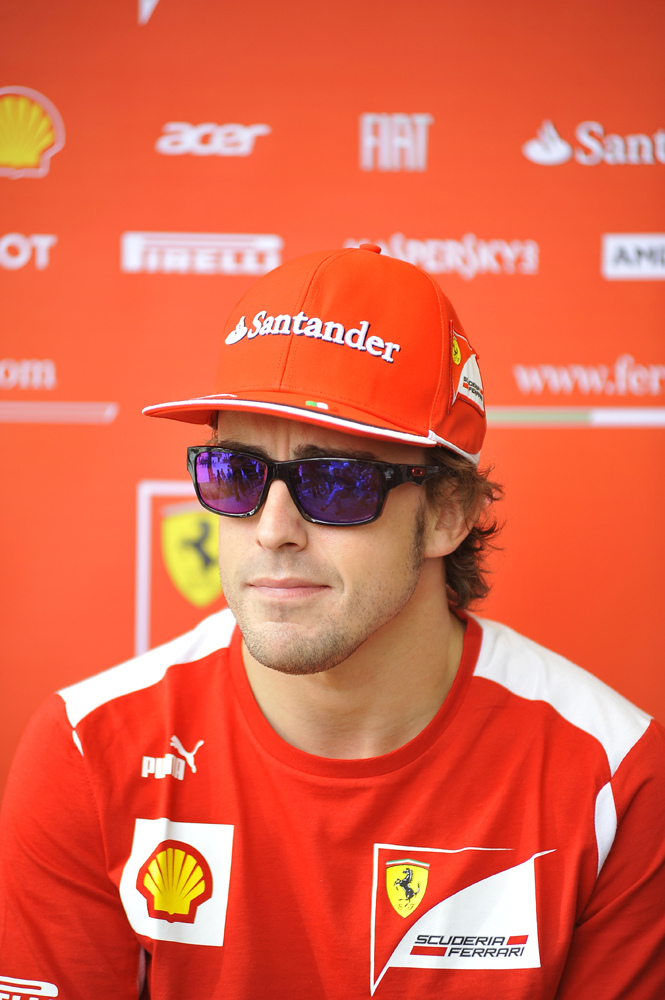
14. Fernando Alonso, Ferrari
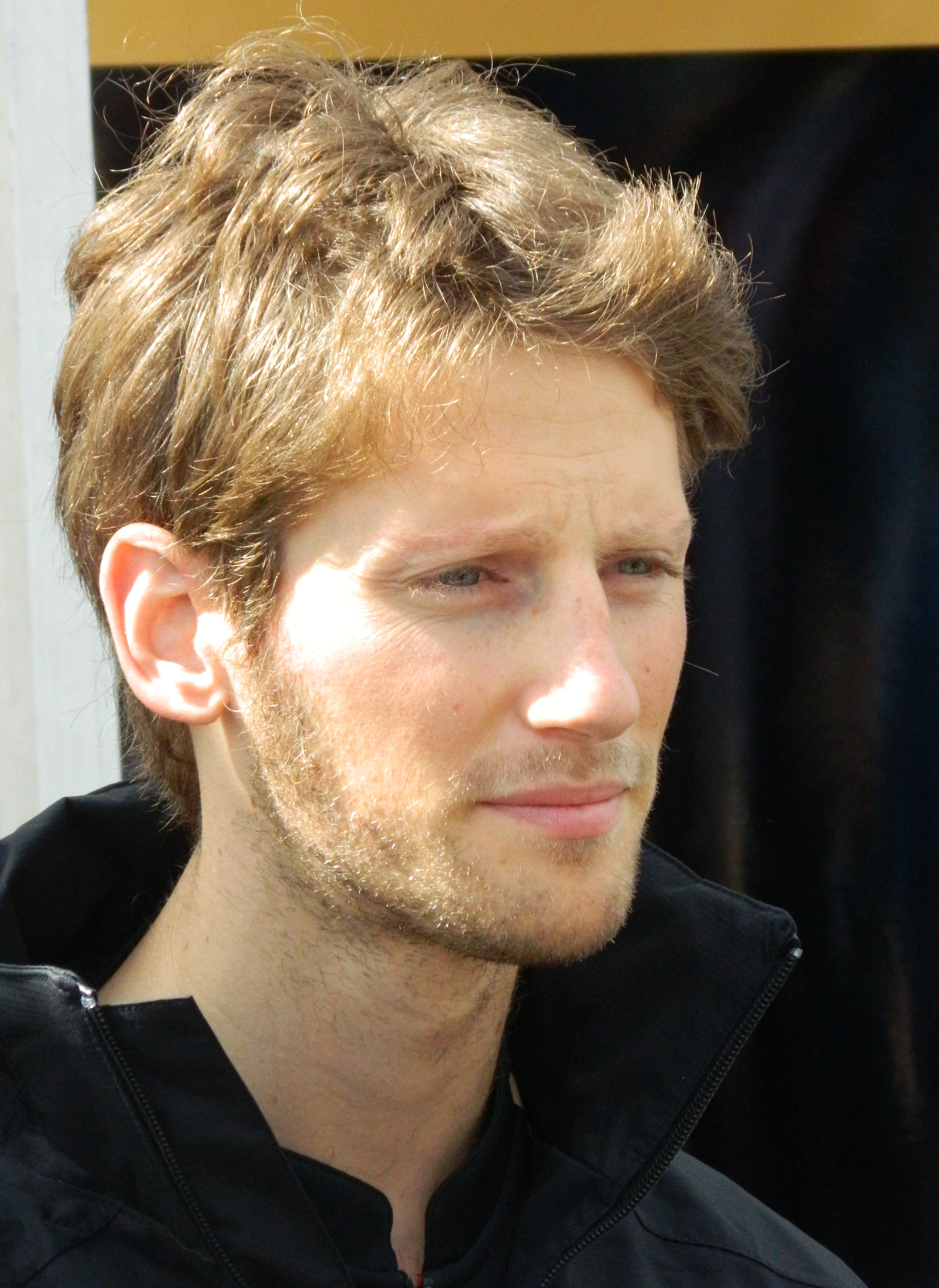
8. Romain Grosjean, Lotus-Renault
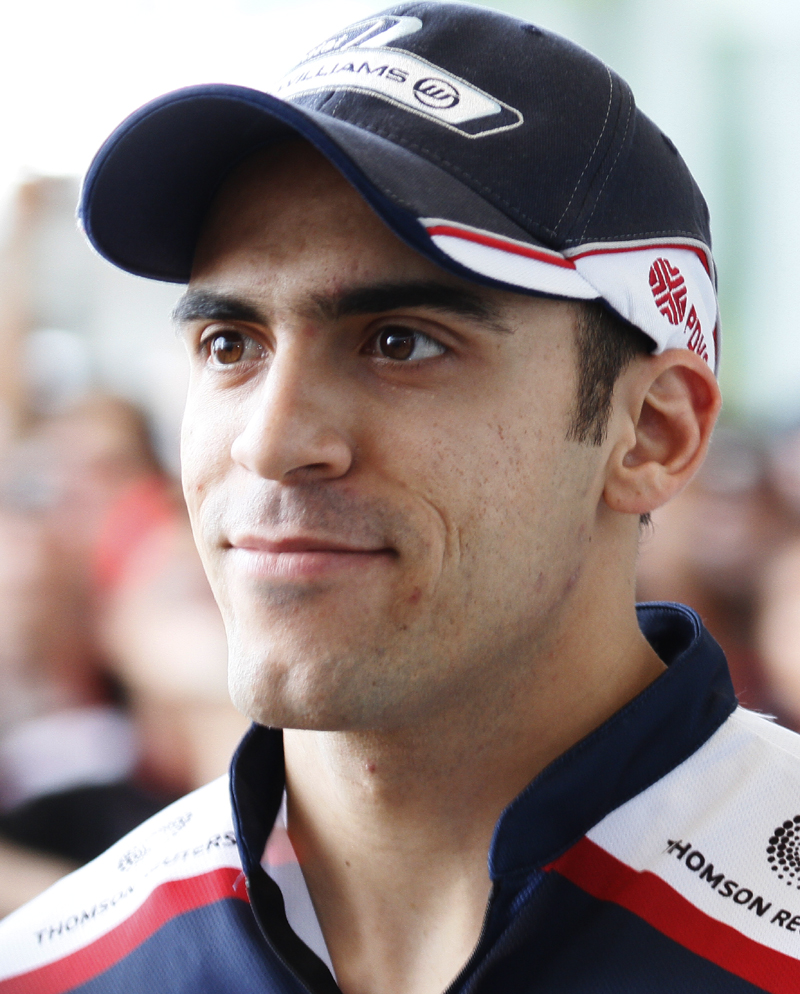
13. Pastor Maldonado, Lotus-Renault
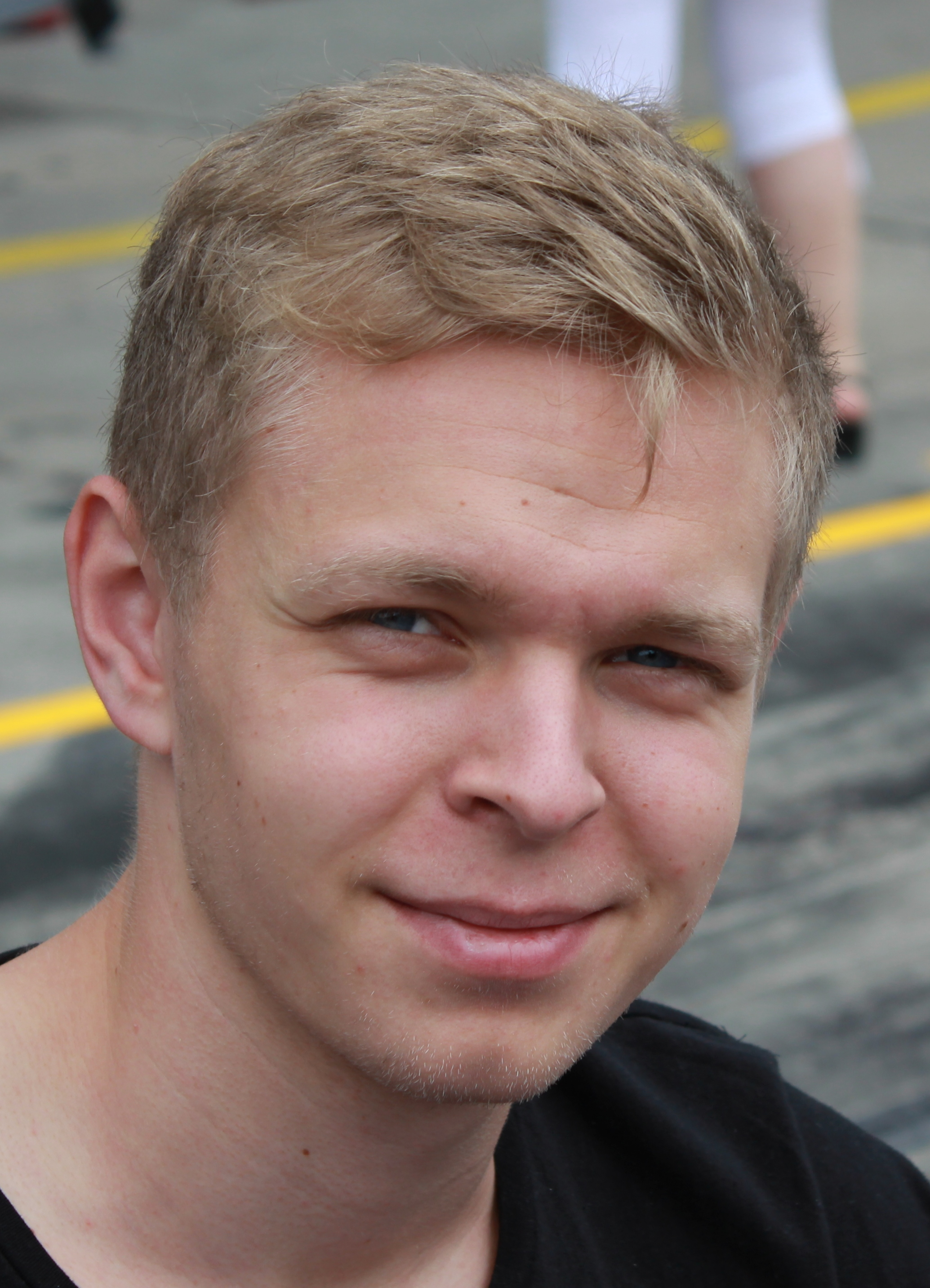
20. Kevin Magnussen, McLaren-Mercedes
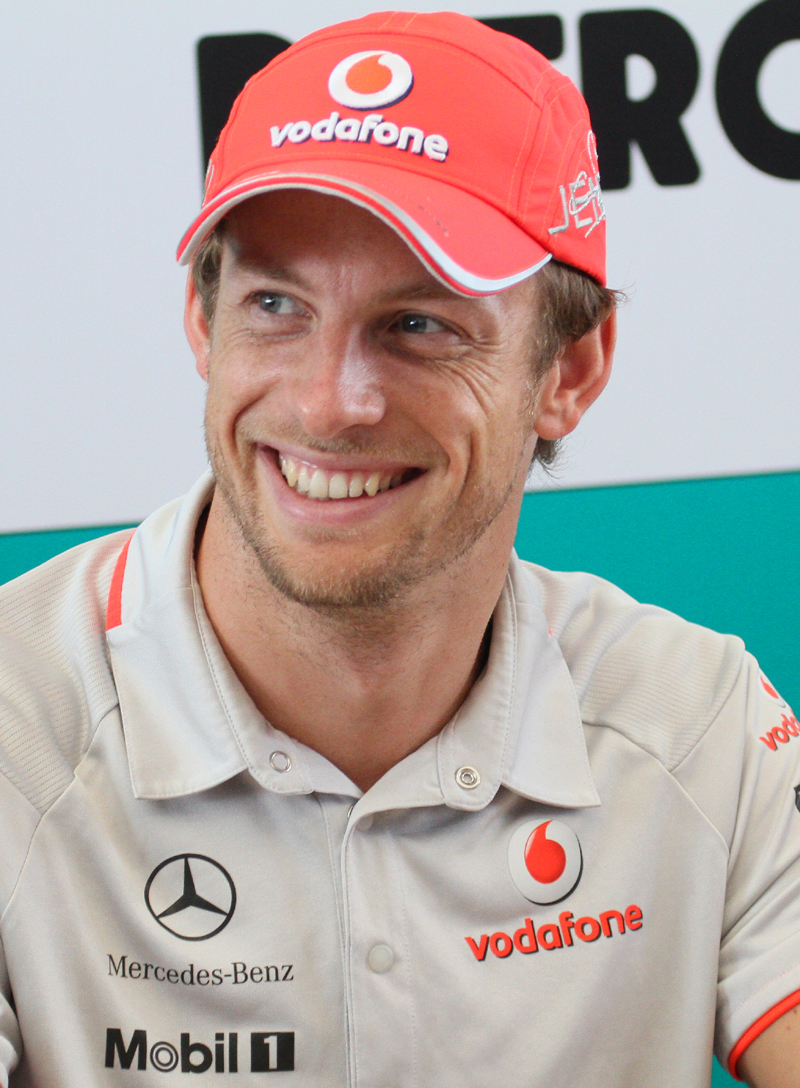
22. Jenson Button, McLaren-Mercedes
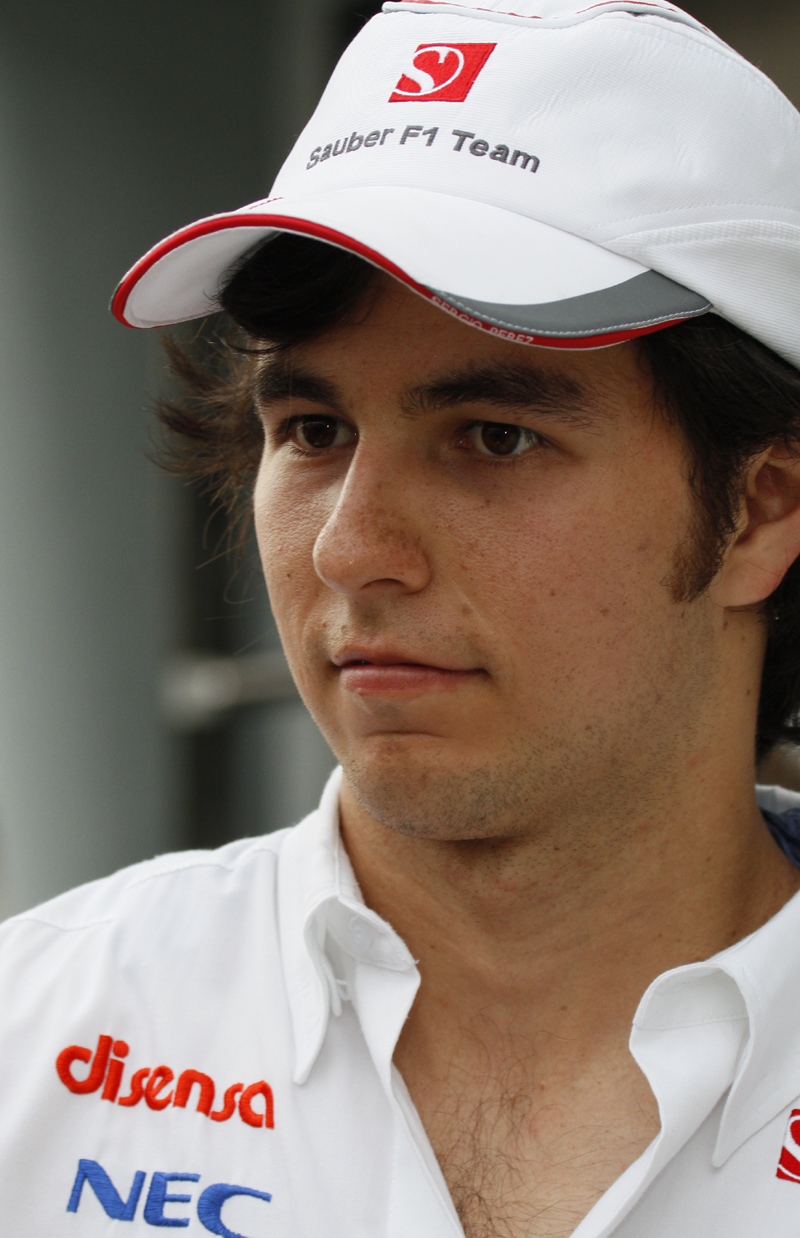
11. Sergio Pérez, Force India-Mercedes
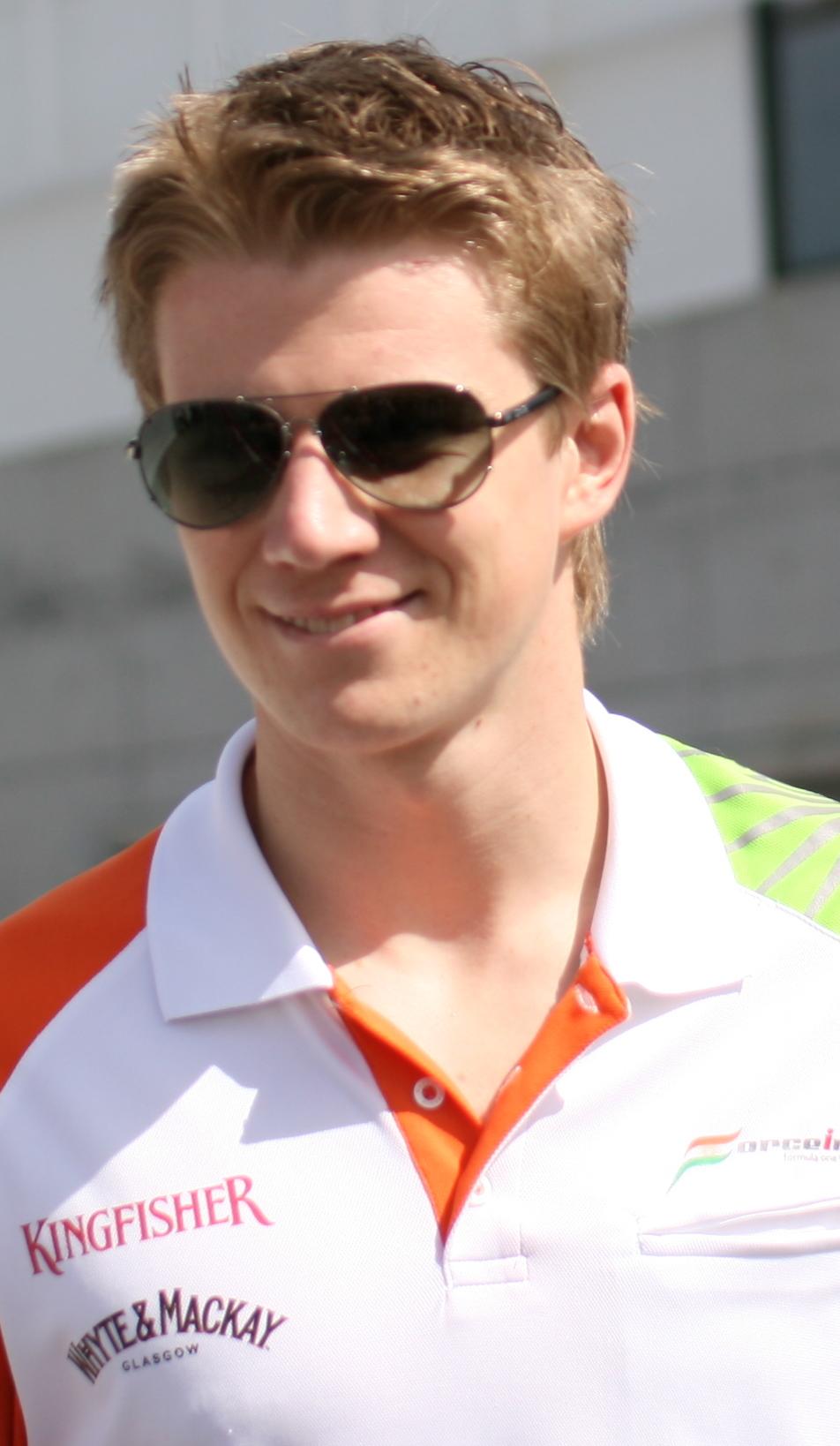
27. Nico Hülkenberg, Force India-Mercedes
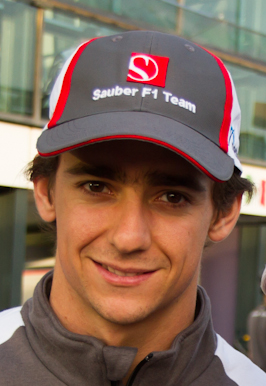
21. Esteban Gutiérrez, Sauber-Ferrari
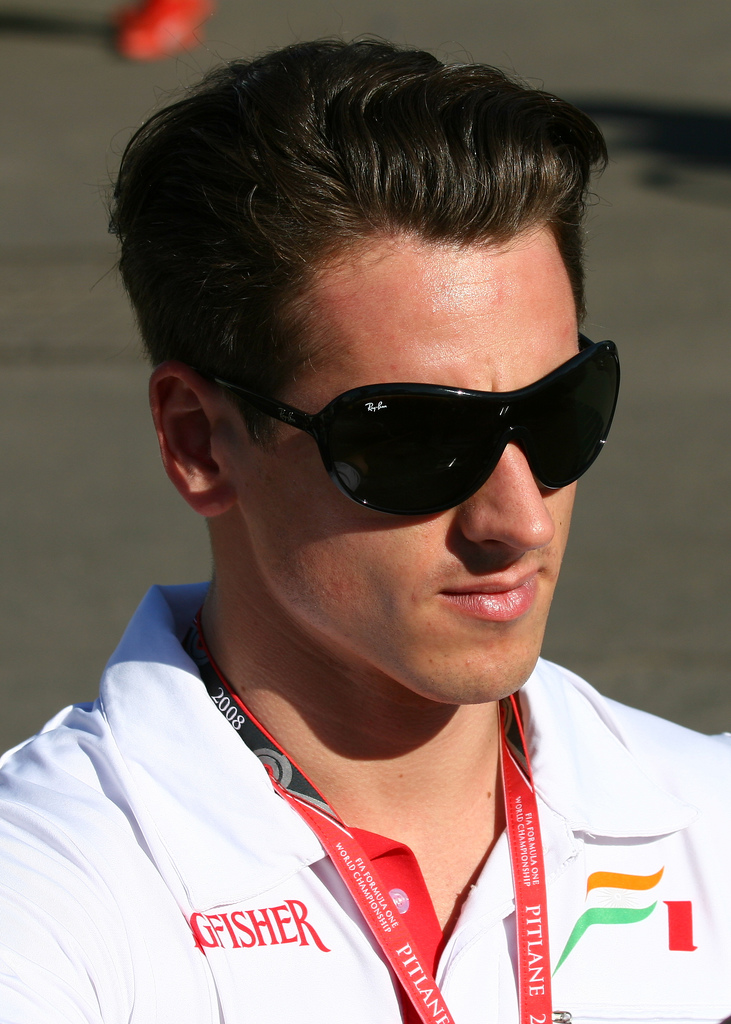
99. Adrian Sutil, Sauber-Ferrari
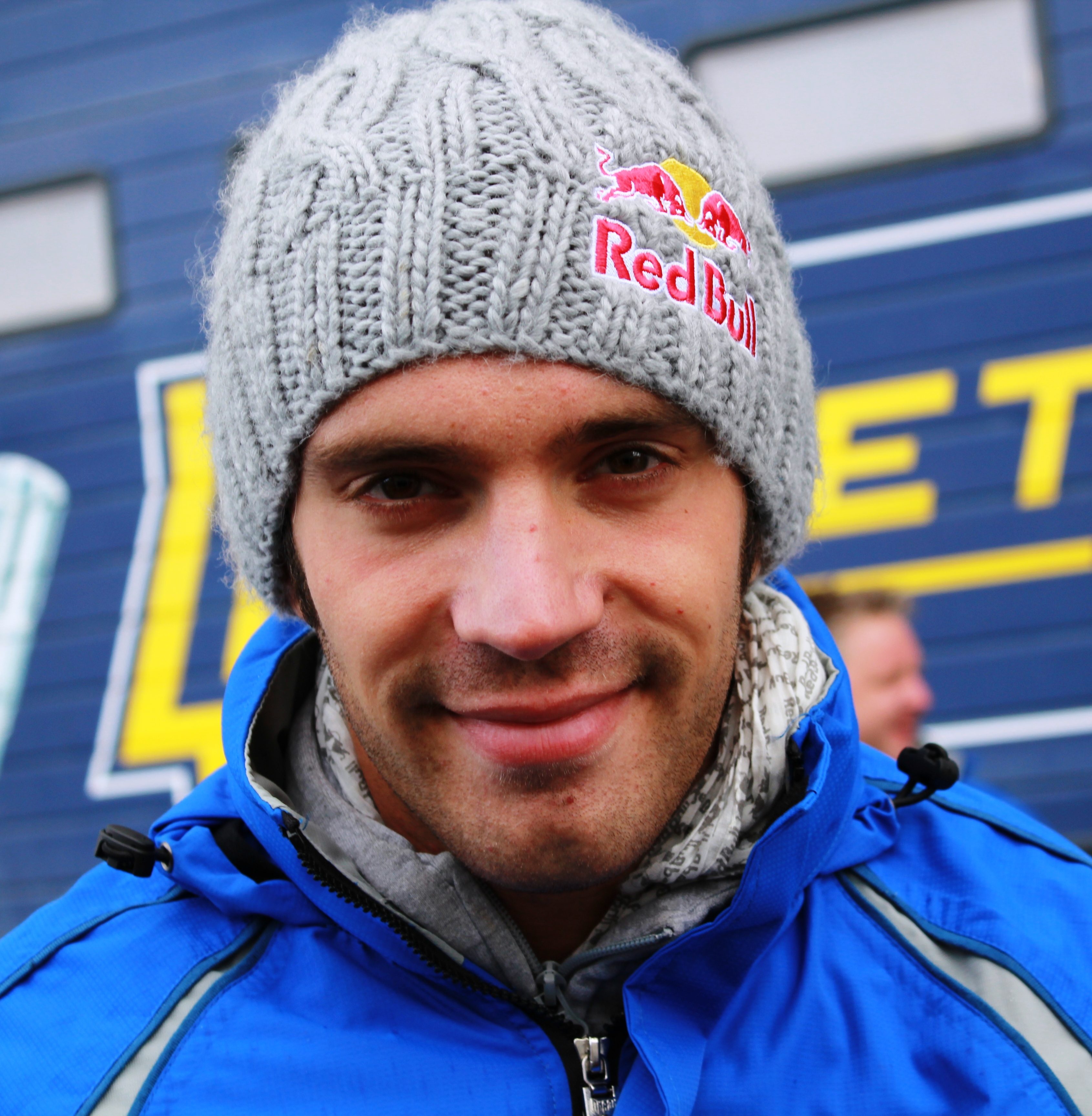
25. Jean-Éric Vergne, Toro Rosso-Renault
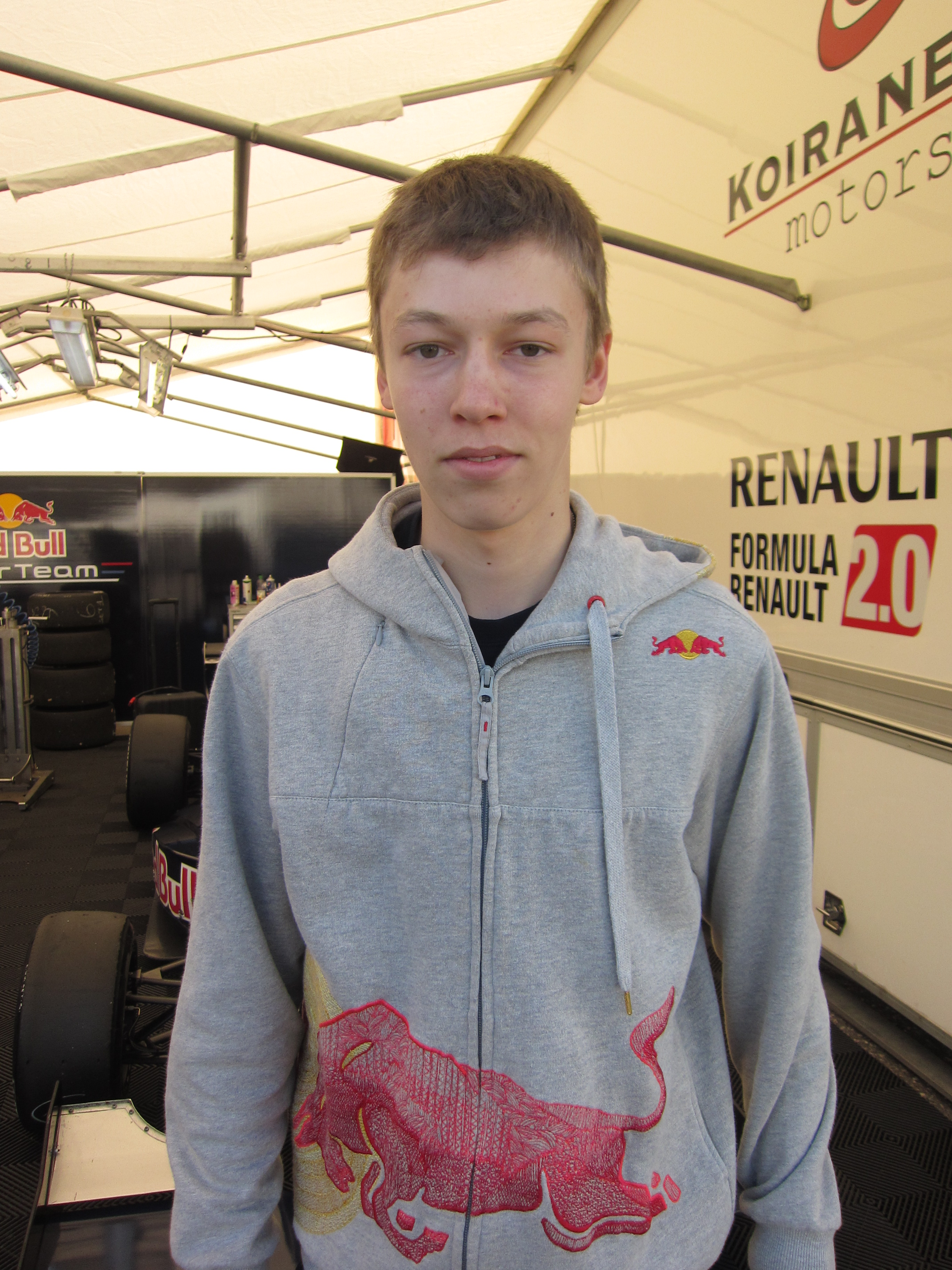
26. Daniil Kvyat, Toro Rosso-Renault
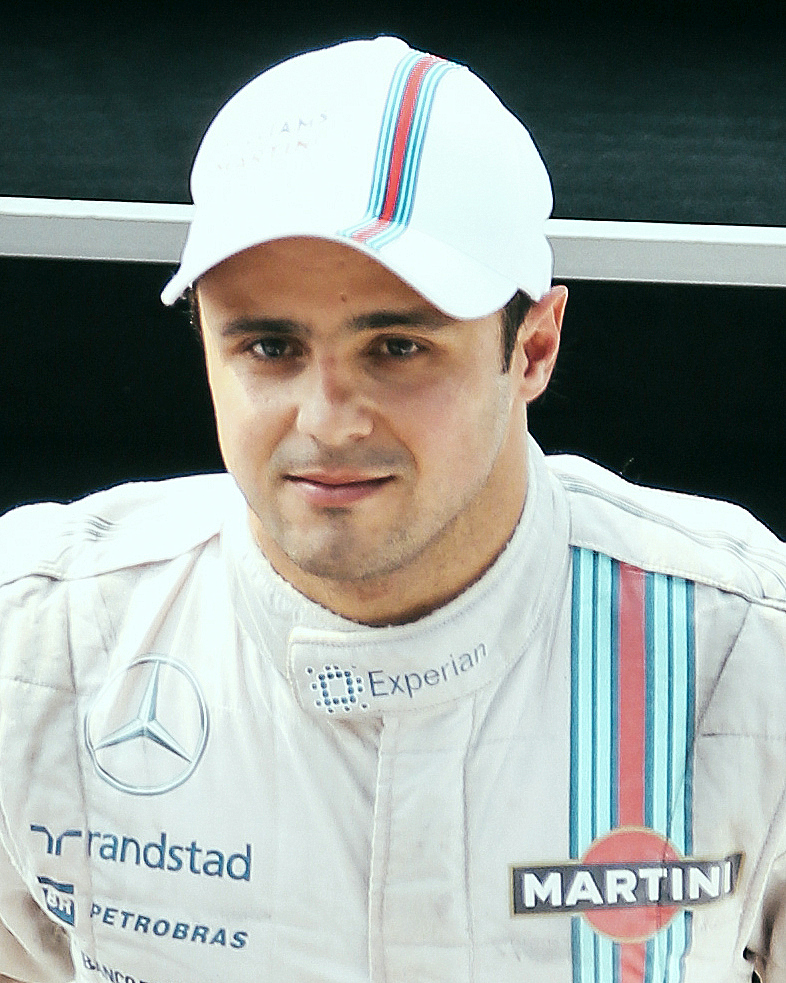
19. Felipe Massa, Williams-Mercedes
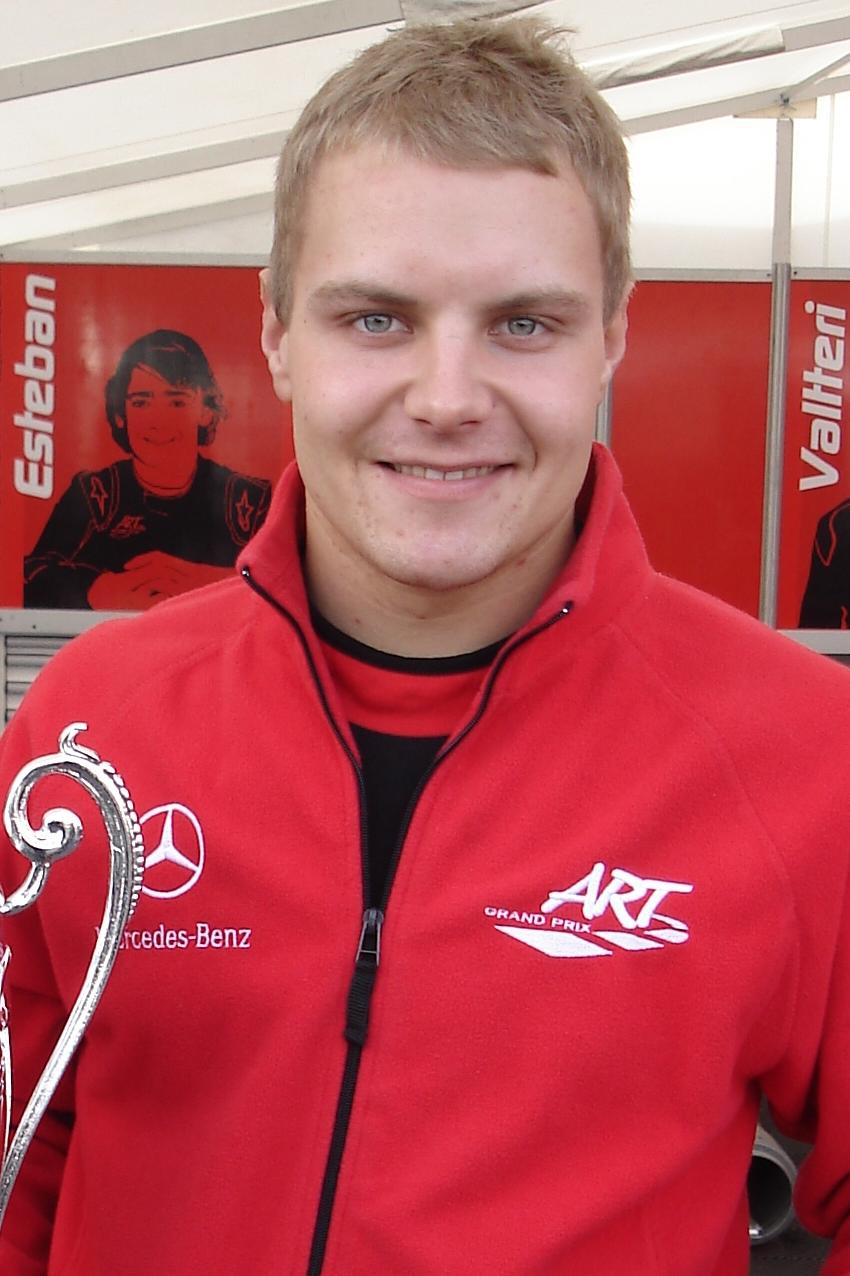
77. Valtteri Bottas, Williams-Mercedes
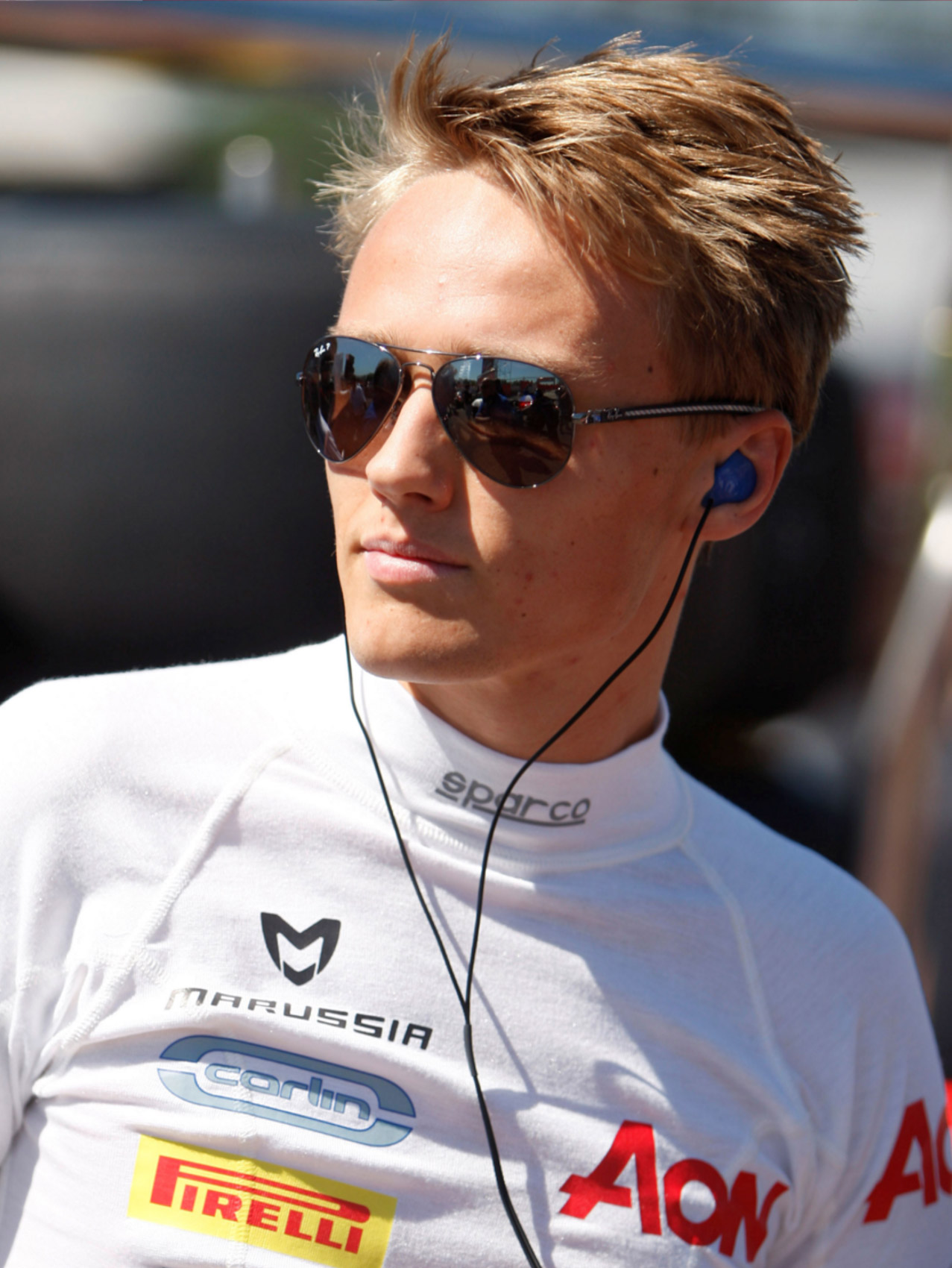
4. Max Chilton, Marussia-Ferrari
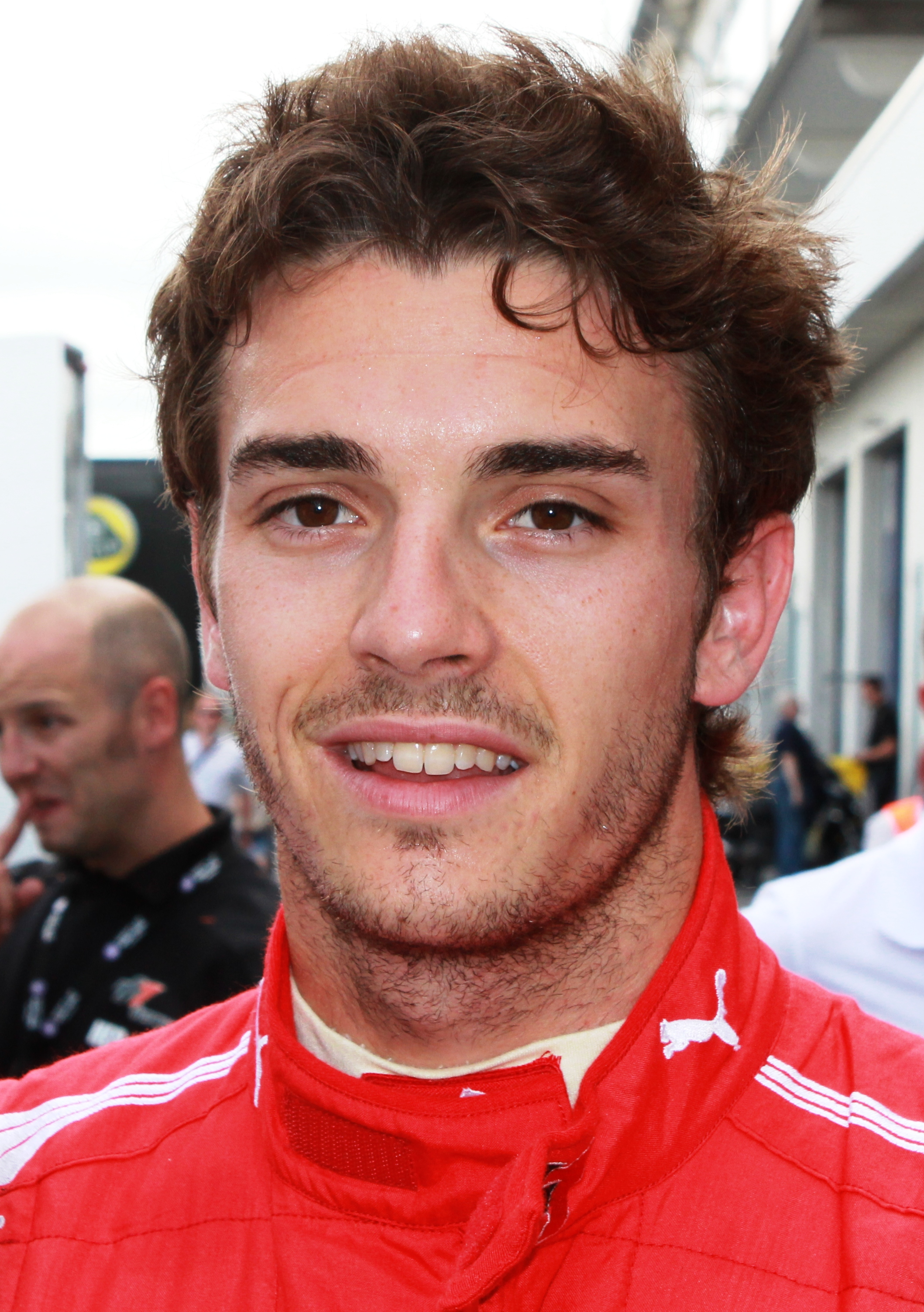
17. Jules Bianchi, Marussia-Ferrari
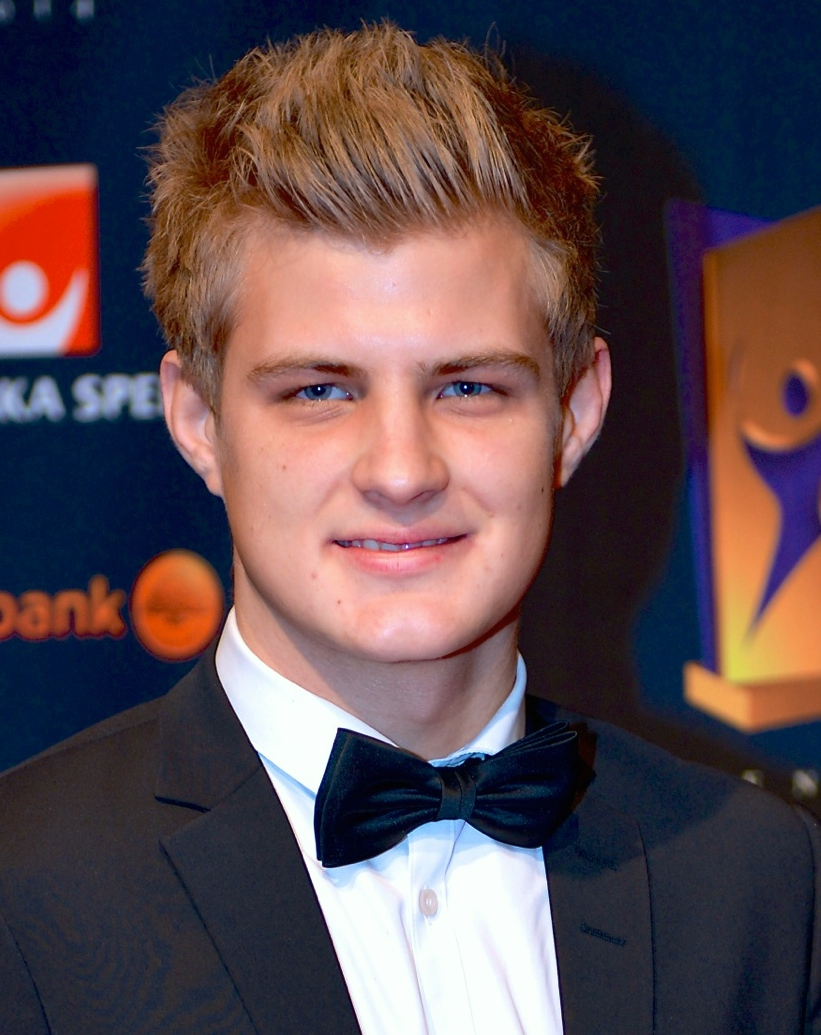
9. Marcus Ericsson, Caterham-Renault
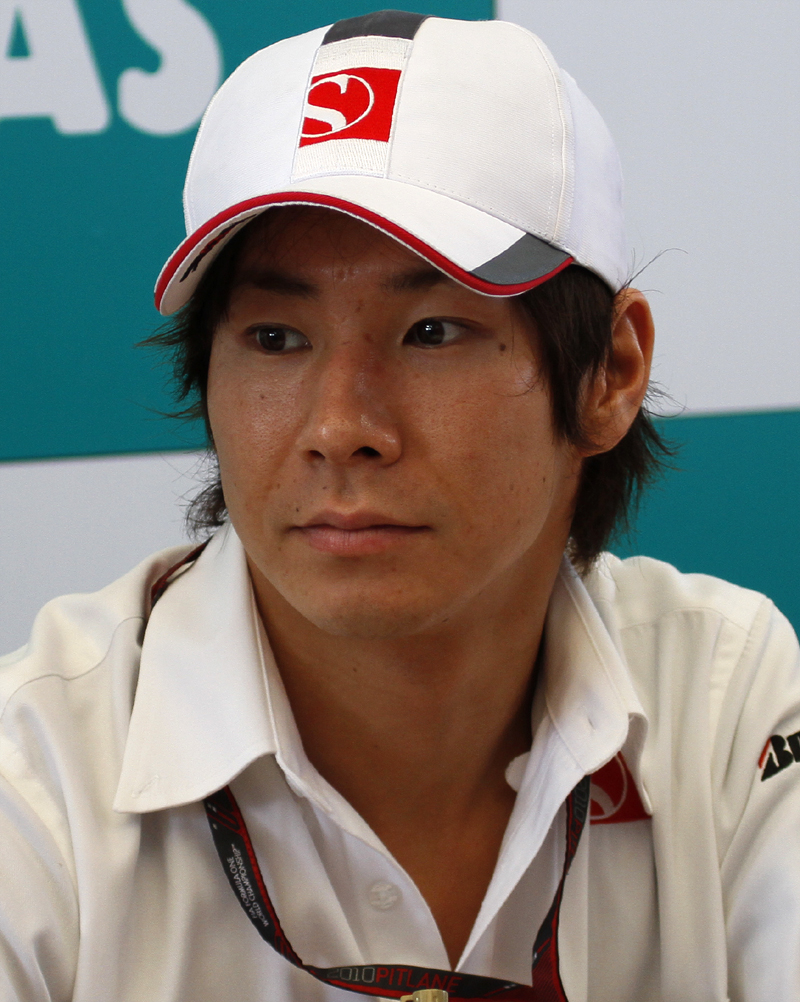
10. Kamui Kobayashi, Caterham-Renault
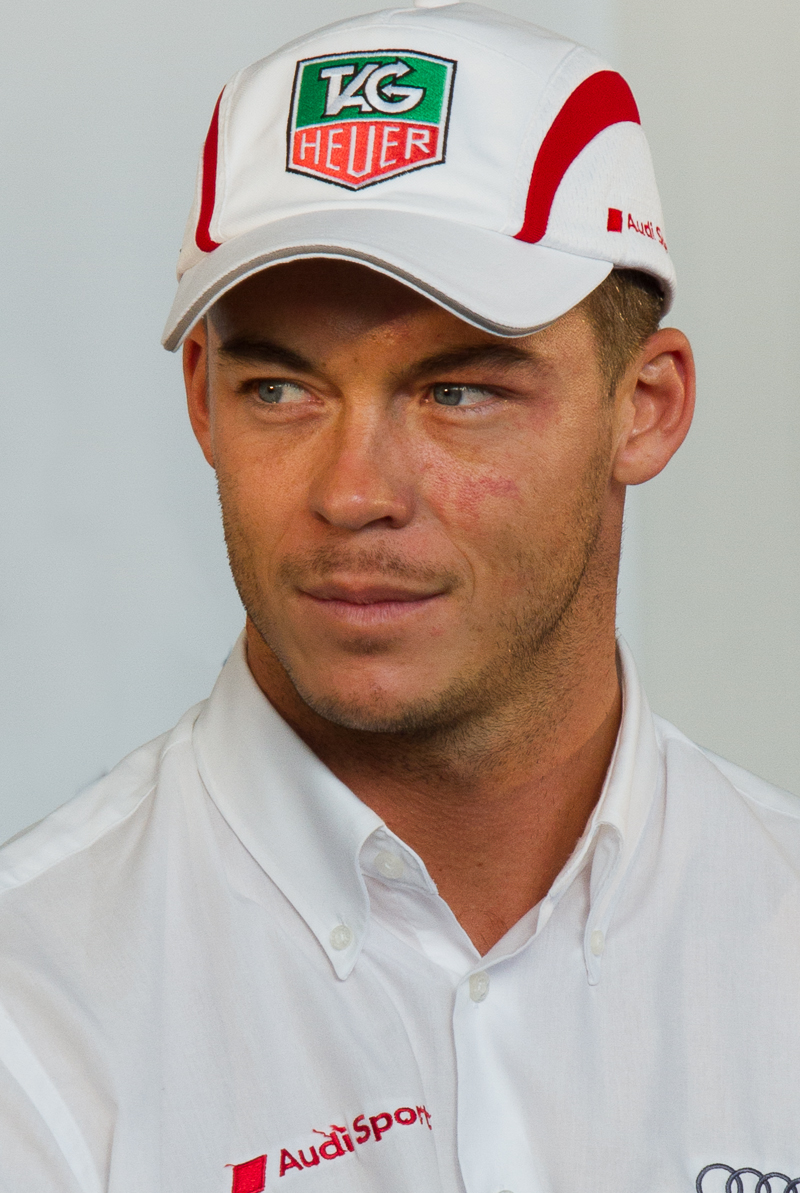
45. André Lotterer, Caterham-Renault
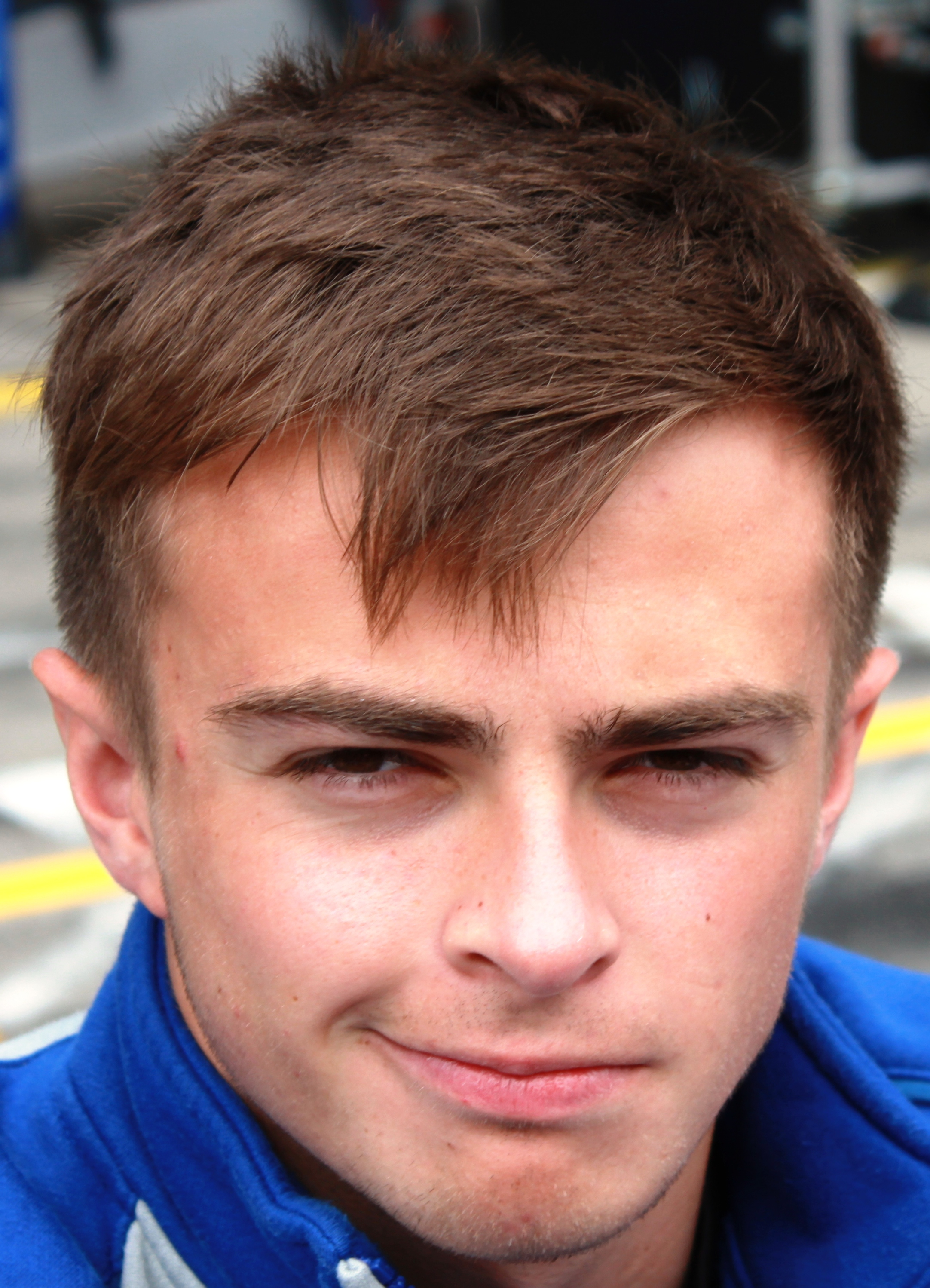
46. Will Stevens, Caterham-Renault